# Clasificación de UEFA para la Copa Mundial Femenina de Fútbol de 2023
La Clasificación de UEFA para la Copa Mundial Femenina de Fútbol de 2023 es un torneo eliminatorio para definir a los equipos participantes, de esta confederación, que disputarán la Copa Mundial Femenina de Fútbol de 2023.
La UEFA dispone de 11 cupos directos y un cupo para la Repesca Intercontinental, disputados entre 51 selecciones nacionales participantes.

## Formato de competición
El evento clasificatorio se compone de 2 fases:
- Fase de grupos

Los 9 ganadores de cada grupo clasificarán directamente a la Copa Mundial Femenina de Australia/Nueva Zelanda 2023.
- Play-offs

Los 9 equipos que terminaron en segundo lugar de cada grupo clasificarán a los Play-offs divididos en:
1. Ronda 1 (equipos de las posiciones 4° al 9° de la Clasificación de segundos lugares).
2. Ronda 2 (equipos de las posiciones 1° al 3° de la Clasificación de segundos lugares y los 3 ganadores de la Ronda 1). En esta ronda clasificarán 2 equipos directamente a la Copa Mundial Femenina de 2023 y 1 equipo clasificará a la Repesca Intercontinental.

## Fase de grupos

### Cuadro resumido
Clasificados para la Copa Mundial Femenina de Fútbol de 2023
     Accedieron a los play-offs
     Eliminados en la primera ronda
| Grupo A                                                           | Grupo B                                                          | Grupo C                                                                 | Grupo D | Grupo E                                                                             | Grupo F                                                                          | Grupo G                                                                             | Grupo H                                                                          | Grupo I                                                                               |
| ----------------------------------------------------------------- | ---------------------------------------------------------------- | ----------------------------------------------------------------------- | --- | ----------------------------------------------------------------------------------- | -------------------------------------------------------------------------------- | ----------------------------------------------------------------------------------- | -------------------------------------------------------------------------------- | ------------------------------------------------------------------------------------- |
| Bandera de Suecia                                                 | Bandera de España                                                | Bandera de los Países Bajos                                             | Bandera de Inglaterra                                                                                      | Bandera de Dinamarca                                                                | Bandera de Noruega                                                               | Bandera de Italia                                                                   | Bandera de Alemania                                                              | Bandera de Francia                                                                    |
| Bandera de Irlanda                                                | Bandera de Escocia                                               | Bandera de Islandia                                                     | Bandera de Austria                                                                                         | Bandera de Bosnia y Herzegovina                                                     | Bandera de Bélgica                                                               | Bandera de Suiza                                                                    | Bandera de Portugal                                                              | Bandera de Gales                                                                      |
| Bandera de Finlandia · Bandera de Eslovaquia · Bandera de Georgia | Bandera de Ucrania · Bandera de Hungría · Bandera de Islas Feroe | Bandera de República Checa · Bandera de Bielorrusia · Bandera de Chipre | Bandera de Irlanda del Norte · Bandera de Luxemburgo · Bandera de Macedonia del Norte · Bandera de Letonia | Bandera de Montenegro · Bandera de Azerbaiyán · Bandera de Malta · Bandera de Rusia | Bandera de Polonia · Bandera de Albania · Bandera de Kosovo · Bandera de Armenia | Bandera de Rumania · Bandera de Croacia · Bandera de Lituania · Bandera de Moldavia | Bandera de Serbia · Bandera de Turquía · Bandera de Israel · Bandera de Bulgaria | Bandera de Eslovenia · Bandera de Grecia · Bandera de Estonia · Bandera de Kazajistán |

### Grupo A
| Pos. | Equipo     | Pts. | PJ | G | E | P | GF | GC | Dif. | Clasificación     |        | Bandera de Suecia | Bandera de Irlanda | Bandera de Finlandia | Bandera de Eslovaquia | Bandera de Georgia |
| ---- | ---------- | ---- | -- | - | - | - | -- | -- | ---- | ----------------- | ------ | ----------------- | ------------------ | -------------------- | --------------------- | ------------------ |
| 1    | Suecia     | 22   | 8  | 7 | 1 | 0 | 32 | 2  | +30  | Copa Mundial 2023 |        | —                 | 1 – 1              | 2 – 1                | 3 – 0                 | 4 – 0              |
| 2    | Irlanda    | 17   | 8  | 5 | 2 | 1 | 26 | 4  | +22  | Play-offs         |        | 0 – 1             | —                  | 1 – 0                | 1 – 1                 | 11 – 0             |
| 3    | Finlandia  | 10   | 8  | 3 | 1 | 4 | 14 | 12 | +2   |                   |        | 0 – 5             | 1 – 2              | —                    | 2 – 1                 | 6 – 0              |
| 4    | Eslovaquia | 8    | 8  | 2 | 2 | 4 | 9  | 9  | 0    |                   | 0 – 1  | 0 – 1             | 1 – 1              | —                    | 2 – 0                 |                    |
| 5    | Georgia    | 0    | 8  | 0 | 0 | 8 | 0  | 54 | −54  |                   | 0 – 15 | 0 – 9             | 0 – 3              | 0 – 4                | —                     |                    |

 Fuente: UEFA
Criterios de clasificación: criterios UEFA de desempate
| \| Fecha \| Lugar \| Local \| \| Resultado \| \| Visitante \| \| ------------------------ \| ---------- \| ---------- \| \| --------- \| \| ---------- \| \| 17 de septiembre de 2021 \| Senec \| Eslovaquia \| \| 0 – 1 \| \| Suecia \| \| 21 de septiembre de 2021 \| Turku \| Finlandia \| \| 2 – 1 \| \| Eslovaquia \| \| 21 de septiembre de 2021 \| Gotemburgo \| Suecia \| \| 4 – 0 \| \| Georgia \| \| 21 de octubre de 2021 \| Tiflis \| Georgia \| \| 0 – 3 \| \| Finlandia \| \| 21 de octubre de 2021 \| Dublín \| Irlanda \| \| 0 – 1 \| \| Suecia \| \| 26 de octubre de 2021 \| Poprad \| Eslovaquia \| \| 2 – 0 \| \| Georgia \| \| 26 de octubre de 2021 \| Helsinki \| Finlandia \| \| 1 – 2 \| \| Irlanda \| \| 25 de noviembre de 2021 \| Gotemburgo \| Suecia \| \| 2 – 1 \| \| Finlandia \| \| 25 de noviembre de 2021 \| Dublín \| Irlanda \| \| 1 – 1 \| \| Eslovaquia \| \| 30 de noviembre de 2021 \| Malmö \| Suecia \| \| 3 – 0 \| \| Eslovaquia \| \| 30 de noviembre de 2021 \| Dublín \| Irlanda \| \| 11 – 0 \| \| Georgia \| \| 7 de abril de 2022 \| Gori \| Georgia \| \| 0 – 15 \| \| Suecia \| \| 8 de abril de 2022 \| Trnava \| Eslovaquia \| \| 1 – 1 \| \| Finlandia \| \| 12 de abril de 2022 \| Helsinki \| Finlandia \| \| 6 – 0 \| \| Georgia \| \| 12 de abril de 2022 \| Gotemburgo \| Suecia \| \| 1 – 1 \| \| Irlanda \| \| 27 de junio de 2022[3] \| Gori \| Georgia \| \| 0 – 9 \| \| Irlanda \| \| 1 de septiembre de 2022 \| Gori \| Georgia \| \| 0 – 4 \| \| Eslovaquia \| \| 1 de septiembre de 2022 \| Dublín \| Irlanda \| \| 1 – 0 \| \| Finlandia \| \| 6 de septiembre de 2022 \| Tampere \| Finlandia \| \| 0 – 5 \| \| Suecia \| \| 6 de septiembre de 2022 \| Senec \| Eslovaquia \| \| 0 – 1 \| \| Irlanda \| |            |            |                       |           |                       |            |
| Fecha | Lugar      | Local      |                       | Resultado |                       | Visitante  |
| 17 de septiembre de 2021 | Senec      | Eslovaquia | Bandera de Eslovaquia | 0 – 1     | Bandera de Suecia     | Suecia     |
| 21 de septiembre de 2021 | Turku      | Finlandia  | Bandera de Finlandia  | 2 – 1     | Bandera de Eslovaquia | Eslovaquia |
| 21 de septiembre de 2021 | Gotemburgo | Suecia     | Bandera de Suecia     | 4 – 0     | Bandera de Georgia    | Georgia    |
| 21 de octubre de 2021 | Tiflis     | Georgia    | Bandera de Georgia    | 0 – 3     | Bandera de Finlandia  | Finlandia  |
| 21 de octubre de 2021 | Dublín     | Irlanda    | Bandera de Irlanda    | 0 – 1     | Bandera de Suecia     | Suecia     |
| 26 de octubre de 2021 | Poprad     | Eslovaquia | Bandera de Eslovaquia | 2 – 0     | Bandera de Georgia    | Georgia    |
| 26 de octubre de 2021 | Helsinki   | Finlandia  | Bandera de Finlandia  | 1 – 2     | Bandera de Irlanda    | Irlanda    |
| 25 de noviembre de 2021 | Gotemburgo | Suecia     | Bandera de Suecia     | 2 – 1     | Bandera de Finlandia  | Finlandia  |
| 25 de noviembre de 2021 | Dublín     | Irlanda    | Bandera de Irlanda    | 1 – 1     | Bandera de Eslovaquia | Eslovaquia |
| 30 de noviembre de 2021 | Malmö      | Suecia     | Bandera de Suecia     | 3 – 0     | Bandera de Eslovaquia | Eslovaquia |
| 30 de noviembre de 2021 | Dublín     | Irlanda    | Bandera de Irlanda    | 11 – 0    | Bandera de Georgia    | Georgia    |
| 7 de abril de 2022 | Gori       | Georgia    | Bandera de Georgia    | 0 – 15    | Bandera de Suecia     | Suecia     |
| 8 de abril de 2022 | Trnava     | Eslovaquia | Bandera de Eslovaquia | 1 – 1     | Bandera de Finlandia  | Finlandia  |
| 12 de abril de 2022 | Helsinki   | Finlandia  | Bandera de Finlandia  | 6 – 0     | Bandera de Georgia    | Georgia    |
| 12 de abril de 2022 | Gotemburgo | Suecia     | Bandera de Suecia     | 1 – 1     | Bandera de Irlanda    | Irlanda    |
| 27 de junio de 2022 | Gori       | Georgia    | Bandera de Georgia    | 0 – 9     | Bandera de Irlanda    | Irlanda    |
| 1 de septiembre de 2022 | Gori       | Georgia    | Bandera de Georgia    | 0 – 4     | Bandera de Eslovaquia | Eslovaquia |
| 1 de septiembre de 2022 | Dublín     | Irlanda    | Bandera de Irlanda    | 1 – 0     | Bandera de Finlandia  | Finlandia  |
| 6 de septiembre de 2022 | Tampere    | Finlandia  | Bandera de Finlandia  | 0 – 5     | Bandera de Suecia     | Suecia     |
| 6 de septiembre de 2022 | Senec      | Eslovaquia | Bandera de Eslovaquia | 0 – 1     | Bandera de Irlanda    | Irlanda    |

### Grupo B
| Pos. | Equipo      | Pts. | PJ | G | E | P | GF | GC | Dif. | Clasificación     |        | Bandera de España | Bandera de Escocia | Bandera de Ucrania | Bandera de Hungría | Bandera de Islas Feroe |
| ---- | ----------- | ---- | -- | - | - | - | -- | -- | ---- | ----------------- | ------ | ----------------- | ------------------ | ------------------ | ------------------ | ---------------------- |
| 1    | España      | 24   | 8  | 8 | 0 | 0 | 53 | 0  | +53  | Copa Mundial 2023 |        | —                 | 8 – 0              | 5 – 0              | 3 – 0              | 12 – 0                 |
| 2    | Escocia     | 16   | 8  | 5 | 1 | 2 | 22 | 13 | +9   | Play-offs         |        | 0 – 2             | —                  | 1 – 1              | 2 – 1              | 7 – 1                  |
| 3    | Ucrania     | 10   | 8  | 3 | 1 | 4 | 12 | 20 | −8   |                   |        | 0 – 6             | 0 – 4              | —                  | 2 – 0              | 4 – 0                  |
| 4    | Hungría     | 9    | 8  | 3 | 0 | 5 | 19 | 19 | 0    |                   | 0 – 7  | 0 – 2             | 4 – 2              | —                  | 7 – 0              |                        |
| 5    | Islas Feroe | 0    | 8  | 0 | 0 | 8 | 2  | 56 | −54  |                   | 0 – 10 | 0 – 6             | 0 – 3              | 1 – 7              | —                  |                        |

 Fuente: UEFA
Criterios de clasificación: criterios UEFA de desempate
| \| Fecha \| Lugar \| Local \| \| Resultado \| \| Visitante \| \| ------------------------ \| -------------------- \| ----------- \| \| --------- \| \| ----------- \| \| 16 de septiembre de 2021 \| Tórshavn \| Islas Feroe \| \| 0 – 10 \| \| España \| \| 17 de septiembre de 2021 \| Budapest \| Hungría \| \| 0 – 2 \| \| Escocia \| \| 21 de septiembre de 2021 \| Budapest \| Hungría \| \| 0 – 7 \| \| España \| \| 21 de septiembre de 2021 \| Glasgow \| Escocia \| \| 7 – 1 \| \| Finlandia \| \| 21 de octubre de 2021 \| Kovalivka \| Ucrania \| \| 4 – 0 \| \| Islas Feroe \| \| 22 de octubre de 2021 \| Glasgow \| Escocia \| \| 2 – 1 \| \| Hungría \| \| 26 de octubre de 2021 \| Kovalivka \| Ucrania \| \| 0 – 6 \| \| España \| \| 26 de octubre de 2021 \| Tórshavn \| Islas Feroe \| \| 1 – 7 \| \| Hungría \| \| 25 de noviembre de 2021 \| Sevilla \| España \| \| 12 – 0 \| \| Islas Feroe \| \| 26 de noviembre de 2021 \| Glasgow \| Escocia \| \| 1 – 1 \| \| Ucrania \| \| 30 de noviembre de 2021 \| Kisvárda \| Hungría \| \| 4 – 2 \| \| Ucrania \| \| 30 de noviembre de 2021 \| Sevilla \| España \| \| 8 – 0 \| \| Escocia \| \| 8 de abril de 2022 \| Budapest \| Hungría \| \| 7 – 0 \| \| Islas Feroe \| \| 12 de abril de 2022 \| Glasgow \| Escocia \| \| 0 – 2 \| \| España \| \| 24 de junio de 2022 \| Rzeszów (Polonia)[4] \| Ucrania \| \| 0 – 4 \| \| Escocia \| \| 28 de junio de 2022 \| Rzeszów (Polonia)[4] \| Ucrania \| \| 2 – 0 \| \| Hungría \| \| 2 de septiembre de 2022 \| Tórshavn \| Islas Feroe \| \| 0 – 3 \| \| Ucrania \| \| 2 de septiembre de 2022 \| Madrid \| España \| \| 3 – 0 \| \| Hungría \| \| 6 de septiembre de 2022 \| Tórshavn \| Islas Feroe \| \| 0 – 6 \| \| Escocia \| \| 6 de septiembre de 2022 \| Madrid \| España \| \| 5 – 0 \| \| Ucrania \| |                   |             |                        |           |                        |             |
| Fecha | Lugar             | Local       |                        | Resultado |                        | Visitante   |
| 16 de septiembre de 2021 | Tórshavn          | Islas Feroe | Bandera de Islas Feroe | 0 – 10    | Bandera de España      | España      |
| 17 de septiembre de 2021 | Budapest          | Hungría     | Bandera de Hungría     | 0 – 2     | Bandera de Escocia     | Escocia     |
| 21 de septiembre de 2021 | Budapest          | Hungría     | Bandera de Hungría     | 0 – 7     | Bandera de España      | España      |
| 21 de septiembre de 2021 | Glasgow           | Escocia     | Bandera de Escocia     | 7 – 1     | Bandera de Finlandia   | Finlandia   |
| 21 de octubre de 2021 | Kovalivka         | Ucrania     | Bandera de Ucrania     | 4 – 0     | Bandera de Islas Feroe | Islas Feroe |
| 22 de octubre de 2021 | Glasgow           | Escocia     | Bandera de Escocia     | 2 – 1     | Bandera de Hungría     | Hungría     |
| 26 de octubre de 2021 | Kovalivka         | Ucrania     | Bandera de Ucrania     | 0 – 6     | Bandera de España      | España      |
| 26 de octubre de 2021 | Tórshavn          | Islas Feroe | Bandera de Islas Feroe | 1 – 7     | Bandera de Hungría     | Hungría     |
| 25 de noviembre de 2021 | Sevilla           | España      | Bandera de España      | 12 – 0    | Bandera de Islas Feroe | Islas Feroe |
| 26 de noviembre de 2021 | Glasgow           | Escocia     | Bandera de Escocia     | 1 – 1     | Bandera de Ucrania     | Ucrania     |
| 30 de noviembre de 2021 | Kisvárda          | Hungría     | Bandera de Hungría     | 4 – 2     | Bandera de Ucrania     | Ucrania     |
| 30 de noviembre de 2021 | Sevilla           | España      | Bandera de España      | 8 – 0     | Bandera de Escocia     | Escocia     |
| 8 de abril de 2022 | Budapest          | Hungría     | Bandera de Hungría     | 7 – 0     | Bandera de Islas Feroe | Islas Feroe |
| 12 de abril de 2022 | Glasgow           | Escocia     | Bandera de Escocia     | 0 – 2     | Bandera de España      | España      |
| 24 de junio de 2022 | Rzeszów (Polonia) | Ucrania     | Bandera de Ucrania     | 0 – 4     | Bandera de Escocia     | Escocia     |
| 28 de junio de 2022 | Rzeszów (Polonia) | Ucrania     | Bandera de Ucrania     | 2 – 0     | Bandera de Hungría     | Hungría     |
| 2 de septiembre de 2022 | Tórshavn          | Islas Feroe | Bandera de Islas Feroe | 0 – 3     | Bandera de Ucrania     | Ucrania     |
| 2 de septiembre de 2022 | Madrid            | España      | Bandera de España      | 3 – 0     | Bandera de Hungría     | Hungría     |
| 6 de septiembre de 2022 | Tórshavn          | Islas Feroe | Bandera de Islas Feroe | 0 – 6     | Bandera de Escocia     | Escocia     |
| 6 de septiembre de 2022 | Madrid            | España      | Bandera de España      | 5 – 0     | Bandera de Ucrania     | Ucrania     |

### Grupo C
| Pos. | Equipo          | Pts. | PJ | G | E | P | GF | GC | Dif. | Clasificación     |       | Bandera de los Países Bajos | Bandera de Islandia | Bandera de República Checa | Bandera de Bielorrusia | Bandera de Chipre |
| ---- | --------------- | ---- | -- | - | - | - | -- | -- | ---- | ----------------- | ----- | --------------------------- | ------------------- | -------------------------- | ---------------------- | ----------------- |
| 1    | Países Bajos    | 20   | 8  | 6 | 2 | 0 | 30 | 3  | +27  | Copa Mundial 2023 |       | —                           | 1 – 0               | 1 – 1                      | 3 – 0                  | 12 – 0            |
| 2    | Islandia        | 18   | 8  | 6 | 0 | 2 | 25 | 3  | +22  | Play-offs         |       | 0 – 2                       | —                   | 4 – 0                      | 6 – 0                  | 5 – 0             |
| 3    | República Checa | 11   | 8  | 3 | 2 | 3 | 25 | 10 | +15  |                   |       | 2 – 2                       | 0 – 1               | —                          | 7 – 0                  | 8 – 0             |
| 4    | Bielorrusia     | 7    | 8  | 2 | 1 | 5 | 7  | 26 | −19  |                   | 0 – 2 | 0 – 5                       | 2 – 1               | —                          | 4 – 1                  |                   |
| 5    | Chipre          | 1    | 8  | 0 | 1 | 7 | 2  | 48 | −46  |                   | 0 – 8 | 0 – 4                       | 0 – 6               | 1 – 1                      | —                      |                   |

 Fuente: UEFA
Criterios de clasificación: criterios UEFA de desempate
| \| Fecha \| Lugar \| Local \| \| Resultado \| \| Visitante \| \| ------------------------ \| -------------------- \| --------------- \| \| --------- \| \| --------------- \| \| 17 de septiembre de 2021 \| Groninga \| Países Bajos \| \| 1 – 1 \| \| República Checa \| \| 17 de septiembre de 2021 \| Minsk \| Bielorrusia \| \| 4 – 1 \| \| Chipre \| \| 21 de septiembre de 2021 \| Liberec \| República Checa \| \| 8 – 0 \| \| Chipre \| \| 21 de septiembre de 2021 \| Reikiavik \| Islandia \| \| 0 – 2 \| \| Países Bajos \| \| 22 de octubre de 2021 \| Lárnaca \| Chipre \| \| 0 – 8 \| \| Países Bajos \| \| 22 de octubre de 2021 \| Reikiavik \| Islandia \| \| 4 – 0 \| \| República Checa \| \| 26 de octubre de 2021 \| Minsk \| Bielorrusia \| \| 0 – 2 \| \| Países Bajos \| \| 26 de octubre de 2021 \| Reikiavik \| Islandia \| \| 5 – 0 \| \| Chipre \| \| 26 de noviembre de 2021 \| Lárnaca \| Chipre \| \| 1 – 1 \| \| Bielorrusia \| \| 27 de noviembre de 2021 \| Ostrava \| República Checa \| \| 2 – 2 \| \| Países Bajos \| \| 30 de noviembre de 2021 \| Lárnaca \| Chipre \| \| 0 – 4 \| \| Islandia \| \| 7 de abril de 2022 \| Belgrado (Serbia)[5] \| Bielorrusia \| \| 0 – 5 \| \| Islandia \| \| 8 de abril de 2022 \| Groninga \| Países Bajos \| \| 12 – 0 \| \| Chipre \| \| 12 de abril de 2022 \| Teplice \| República Checa \| \| 0 – 1 \| \| Islandia \| \| 24 de junio de 2022 \| Belgrado (Serbia)[5] \| Bielorrusia \| \| 2 – 1 \| \| República Checa \| \| 28 de junio de 2022[6] \| Enschede \| Países Bajos \| \| 3 – 0 \| \| Bielorrusia \| \| 1 de septiembre de 2022 \| Lárnaca \| Chipre \| \| 0 – 6 \| \| República Checa \| \| 2 de septiembre de 2022 \| Reikiavik \| Islandia \| \| 6 – 0 \| \| Bielorrusia \| \| 6 de septiembre de 2022 \| Lárnaca (Chipre)[7] \| República Checa \| \| 7 – 0 \| \| Bielorrusia \| \| 6 de septiembre de 2022 \| Utrecht \| Países Bajos \| \| 1 – 0 \| \| Islandia \| |                   |                 |                             |           |                             |                 |
| Fecha | Lugar             | Local           |                             | Resultado |                             | Visitante       |
| 17 de septiembre de 2021 | Groninga          | Países Bajos    | Bandera de los Países Bajos | 1 – 1     | Bandera de República Checa  | República Checa |
| 17 de septiembre de 2021 | Minsk             | Bielorrusia     | Bandera de Bielorrusia      | 4 – 1     | Bandera de Chipre           | Chipre          |
| 21 de septiembre de 2021 | Liberec           | República Checa | Bandera de República Checa  | 8 – 0     | Bandera de Chipre           | Chipre          |
| 21 de septiembre de 2021 | Reikiavik         | Islandia        | Bandera de Islandia         | 0 – 2     | Bandera de los Países Bajos | Países Bajos    |
| 22 de octubre de 2021 | Lárnaca           | Chipre          | Bandera de Chipre           | 0 – 8     | Bandera de los Países Bajos | Países Bajos    |
| 22 de octubre de 2021 | Reikiavik         | Islandia        | Bandera de Islandia         | 4 – 0     | Bandera de República Checa  | República Checa |
| 26 de octubre de 2021 | Minsk             | Bielorrusia     | Bandera de Bielorrusia      | 0 – 2     | Bandera de los Países Bajos | Países Bajos    |
| 26 de octubre de 2021 | Reikiavik         | Islandia        | Bandera de Islandia         | 5 – 0     | Bandera de Chipre           | Chipre          |
| 26 de noviembre de 2021 | Lárnaca           | Chipre          | Bandera de Chipre           | 1 – 1     | Bandera de Bielorrusia      | Bielorrusia     |
| 27 de noviembre de 2021 | Ostrava           | República Checa | Bandera de República Checa  | 2 – 2     | Bandera de los Países Bajos | Países Bajos    |
| 30 de noviembre de 2021 | Lárnaca           | Chipre          | Bandera de Chipre           | 0 – 4     | Bandera de Islandia         | Islandia        |
| 7 de abril de 2022 | Belgrado (Serbia) | Bielorrusia     | Bandera de Bielorrusia      | 0 – 5     | Bandera de Islandia         | Islandia        |
| 8 de abril de 2022 | Groninga          | Países Bajos    | Bandera de los Países Bajos | 12 – 0    | Bandera de Chipre           | Chipre          |
| 12 de abril de 2022 | Teplice           | República Checa | Bandera de República Checa  | 0 – 1     | Bandera de Islandia         | Islandia        |
| 24 de junio de 2022 | Belgrado (Serbia) | Bielorrusia     | Bandera de Bielorrusia      | 2 – 1     | Bandera de República Checa  | República Checa |
| 28 de junio de 2022 | Enschede          | Países Bajos    | Bandera de los Países Bajos | 3 – 0     | Bandera de Bielorrusia      | Bielorrusia     |
| 1 de septiembre de 2022 | Lárnaca           | Chipre          | Bandera de Chipre           | 0 – 6     | Bandera de República Checa  | República Checa |
| 2 de septiembre de 2022 | Reikiavik         | Islandia        | Bandera de Islandia         | 6 – 0     | Bandera de Bielorrusia      | Bielorrusia     |
| 6 de septiembre de 2022 | Lárnaca (Chipre)  | República Checa | Bandera de República Checa  | 7 – 0     | Bandera de Bielorrusia      | Bielorrusia     |
| 6 de septiembre de 2022 | Utrecht           | Países Bajos    | Bandera de los Países Bajos | 1 – 0     | Bandera de Islandia         | Islandia        |

### Grupo D
| Pos. | Equipo              | Pts. | PJ | G  | E | P | GF | GC | Dif. | Clasificación     |        | Bandera de Inglaterra | Bandera de Austria | Bandera de Irlanda del Norte | Bandera de Luxemburgo | Bandera de Macedonia del Norte | Bandera de Letonia |
| ---- | ------------------- | ---- | -- | -- | - | - | -- | -- | ---- | ----------------- | ------ | --------------------- | ------------------ | ---------------------------- | --------------------- | ------------------------------ | ------------------ |
| 1    | Inglaterra          | 30   | 10 | 10 | 0 | 0 | 80 | 0  | +80  | Copa Mundial 2023 |        | —                     | 1 – 0              | 4 – 0                        | 10 – 0                | 8 – 0                          | 20 – 0             |
| 2    | Austria             | 22   | 10 | 7  | 1 | 2 | 5  | 7  | −2   | Play-offs         |        | 0 – 2                 | —                  | 3 – 1                        | 5 – 0                 | 10 – 0                         | 8 – 0              |
| 3    | Irlanda del Norte   | 19   | 10 | 6  | 1 | 3 | 36 | 16 | +20  |                   |        | 0 – 5                 | 2 – 2              | —                            | 4 – 0                 | 9 – 0                          | 4 – 0              |
| 4    | Luxemburgo          | 9    | 10 | 3  | 0 | 7 | 9  | 45 | −36  |                   | 0 – 10 | 0 – 8                 | 1 – 2              | —                            | 2 – 1                 | 3 – 2                          |                    |
| 5    | Macedonia del Norte | 6    | 10 | 2  | 0 | 8 | 10 | 62 | −52  |                   | 0 – 10 | 0 – 6                 | 0 – 11             | 2 – 3                        | —                     | 3 – 2                          |                    |
| 6    | Letonia             | 3    | 10 | 1  | 0 | 9 | 8  | 63 | −55  |                   | 0 – 10 | 1 – 8                 | 1 – 3              | 1 – 0                        | 1 – 4                 | —                              |                    |

 Fuente: UEFA
Criterios de clasificación: criterios UEFA de desempate
| \| Fecha \| Lugar \| Local \| \| Resultado \| \| Visitante \| \| ------------------------ \| ---------------- \| ------------------- \| \| --------- \| \| ------------------- \| \| 17 de septiembre de 2021 \| Liepāja \| Letonia \| \| 1 – 8 \| \| Austria \| \| 17 de septiembre de 2021 \| Larne \| Irlanda del Norte \| \| 4 – 0 \| \| Luxemburgo \| \| 17 de septiembre de 2021 \| Southampton \| Inglaterra \| \| 8 – 0 \| \| Macedonia del Norte \| \| 21 de septiembre de 2021 \| Skopie \| Macedonia del Norte \| \| 0 – 6 \| \| Austria \| \| 21 de septiembre de 2021 \| Belfast \| Irlanda del Norte \| \| 4 – 0 \| \| Letonia \| \| 21 de septiembre de 2021 \| Luxemburgo \| Luxemburgo \| \| 0 – 10 \| \| Inglaterra \| \| 21 de octubre de 2021 \| Riga \| Letonia \| \| 1 – 4 \| \| Macedonia del Norte \| \| 22 de octubre de 2021 \| Wiener Neustadt \| Austria \| \| 5 – 0 \| \| Luxemburgo \| \| 23 de octubre de 2021 \| Londres \| Inglaterra \| \| 4 – 0 \| \| Irlanda del Norte \| \| 26 de octubre de 2021 \| Ohrid \| Macedonia del Norte \| \| 2 – 3 \| \| Luxemburgo \| \| 26 de octubre de 2021 \| Riga \| Letonia \| \| 0 – 10 \| \| Inglaterra \| \| 26 de octubre de 2021 \| Belfast \| Irlanda del Norte \| \| 2 – 2 \| \| Austria \| \| 25 de noviembre de 2021 \| Skopie \| Macedonia del Norte \| \| 0 – 11 \| \| Irlanda del Norte \| \| 27 de noviembre de 2021 \| Sunderland \| Inglaterra \| \| 1 – 0 \| \| Austria \| \| 29 de noviembre de 2021 \| Belfast \| Irlanda del Norte \| \| 9 – 0 \| \| Macedonia del Norte \| \| 30 de noviembre de 2021 \| Doncaster \| Inglaterra \| \| 20 – 0 \| \| Letonia \| \| 30 de noviembre de 2021 \| Luxemburgo \| Luxemburgo \| \| 0 – 8 \| \| Austria \| \| 8 de abril de 2022 \| Skopie \| Macedonia del Norte \| \| 0 – 10 \| \| Inglaterra \| \| 8 de abril de 2022 \| Wiener Neustadt \| Austria \| \| 3 – 1 \| \| Irlanda del Norte \| \| 9 de abril de 2022 \| Niederkorn \| Luxemburgo \| \| 3 – 2 \| \| Letonia \| \| 12 de abril de 2022 \| Esch-sur-Alzette \| Luxemburgo \| \| 2 – 1 \| \| Macedonia del Norte \| \| 12 de abril de 2022 \| Wiener Neustadt \| Austria \| \| 8 – 0 \| \| Letonia \| \| 12 de abril de 2022 \| Belfast \| Irlanda del Norte \| \| 0 – 5 \| \| Inglaterra \| \| 24 de junio de 2022 \| Riga \| Letonia \| \| 1 – 0 \| \| Luxemburgo \| \| 1 de septiembre de 2022 \| Skopie \| Macedonia del Norte \| \| 3 – 2 \| \| Letonia \| \| 2 de septiembre de 2022 \| Esch-sur-Alzette \| Luxemburgo \| \| 1 – 2 \| \| Irlanda del Norte \| \| 3 de septiembre de 2022 \| Wiener Neustadt \| Austria \| \| 0 – 2 \| \| Inglaterra \| \| 6 de septiembre de 2022 \| Jūrmala \| Letonia \| \| 1 – 3 \| \| Irlanda del Norte \| \| 6 de septiembre de 2022 \| Stoke \| Inglaterra \| \| 10 – 0 \| \| Luxemburgo \| \| 6 de septiembre de 2022 \| Wiener Neustadt \| Austria \| \| 10 – 0 \| \| Macedonia del Norte \| |                  |                     |                                |           |                                |                     |
| Fecha | Lugar            | Local               |                                | Resultado |                                | Visitante           |
| 17 de septiembre de 2021 | Liepāja          | Letonia             | Bandera de Letonia             | 1 – 8     | Bandera de Austria             | Austria             |
| 17 de septiembre de 2021 | Larne            | Irlanda del Norte   | Bandera de Irlanda del Norte   | 4 – 0     | Bandera de Luxemburgo          | Luxemburgo          |
| 17 de septiembre de 2021 | Southampton      | Inglaterra          | Bandera de Inglaterra          | 8 – 0     | Bandera de Macedonia del Norte | Macedonia del Norte |
| 21 de septiembre de 2021 | Skopie           | Macedonia del Norte | Bandera de Macedonia del Norte | 0 – 6     | Bandera de Austria             | Austria             |
| 21 de septiembre de 2021 | Belfast          | Irlanda del Norte   | Bandera de Irlanda del Norte   | 4 – 0     | Bandera de Letonia             | Letonia             |
| 21 de septiembre de 2021 | Luxemburgo       | Luxemburgo          | Bandera de Luxemburgo          | 0 – 10    | Bandera de Inglaterra          | Inglaterra          |
| 21 de octubre de 2021 | Riga             | Letonia             | Bandera de Letonia             | 1 – 4     | Bandera de Macedonia del Norte | Macedonia del Norte |
| 22 de octubre de 2021 | Wiener Neustadt  | Austria             | Bandera de Austria             | 5 – 0     | Bandera de Luxemburgo          | Luxemburgo          |
| 23 de octubre de 2021 | Londres          | Inglaterra          | Bandera de Inglaterra          | 4 – 0     | Bandera de Irlanda del Norte   | Irlanda del Norte   |
| 26 de octubre de 2021 | Ohrid            | Macedonia del Norte | Bandera de Macedonia del Norte | 2 – 3     | Bandera de Luxemburgo          | Luxemburgo          |
| 26 de octubre de 2021 | Riga             | Letonia             | Bandera de Letonia             | 0 – 10    | Bandera de Inglaterra          | Inglaterra          |
| 26 de octubre de 2021 | Belfast          | Irlanda del Norte   | Bandera de Irlanda del Norte   | 2 – 2     | Bandera de Austria             | Austria             |
| 25 de noviembre de 2021 | Skopie           | Macedonia del Norte | Bandera de Macedonia del Norte | 0 – 11    | Bandera de Irlanda del Norte   | Irlanda del Norte   |
| 27 de noviembre de 2021 | Sunderland       | Inglaterra          | Bandera de Inglaterra          | 1 – 0     | Bandera de Austria             | Austria             |
| 29 de noviembre de 2021 | Belfast          | Irlanda del Norte   | Bandera de Irlanda del Norte   | 9 – 0     | Bandera de Macedonia del Norte | Macedonia del Norte |
| 30 de noviembre de 2021 | Doncaster        | Inglaterra          | Bandera de Inglaterra          | 20 – 0    | Bandera de Letonia             | Letonia             |
| 30 de noviembre de 2021 | Luxemburgo       | Luxemburgo          | Bandera de Luxemburgo          | 0 – 8     | Bandera de Austria             | Austria             |
| 8 de abril de 2022 | Skopie           | Macedonia del Norte | Bandera de Macedonia del Norte | 0 – 10    | Bandera de Inglaterra          | Inglaterra          |
| 8 de abril de 2022 | Wiener Neustadt  | Austria             | Bandera de Austria             | 3 – 1     | Bandera de Irlanda del Norte   | Irlanda del Norte   |
| 9 de abril de 2022 | Niederkorn       | Luxemburgo          | Bandera de Luxemburgo          | 3 – 2     | Bandera de Letonia             | Letonia             |
| 12 de abril de 2022 | Esch-sur-Alzette | Luxemburgo          | Bandera de Luxemburgo          | 2 – 1     | Bandera de Macedonia del Norte | Macedonia del Norte |
| 12 de abril de 2022 | Wiener Neustadt  | Austria             | Bandera de Austria             | 8 – 0     | Bandera de Letonia             | Letonia             |
| 12 de abril de 2022 | Belfast          | Irlanda del Norte   | Bandera de Irlanda del Norte   | 0 – 5     | Bandera de Inglaterra          | Inglaterra          |
| 24 de junio de 2022 | Riga             | Letonia             | Bandera de Letonia             | 1 – 0     | Bandera de Luxemburgo          | Luxemburgo          |
| 1 de septiembre de 2022 | Skopie           | Macedonia del Norte | Bandera de Macedonia del Norte | 3 – 2     | Bandera de Letonia             | Letonia             |
| 2 de septiembre de 2022 | Esch-sur-Alzette | Luxemburgo          | Bandera de Luxemburgo          | 1 – 2     | Bandera de Irlanda del Norte   | Irlanda del Norte   |
| 3 de septiembre de 2022 | Wiener Neustadt  | Austria             | Bandera de Austria             | 0 – 2     | Bandera de Inglaterra          | Inglaterra          |
| 6 de septiembre de 2022 | Jūrmala          | Letonia             | Bandera de Letonia             | 1 – 3     | Bandera de Irlanda del Norte   | Irlanda del Norte   |
| 6 de septiembre de 2022 | Stoke            | Inglaterra          | Bandera de Inglaterra          | 10 – 0    | Bandera de Luxemburgo          | Luxemburgo          |
| 6 de septiembre de 2022 | Wiener Neustadt  | Austria             | Bandera de Austria             | 10 – 0    | Bandera de Macedonia del Norte | Macedonia del Norte |

### Grupo E
El 28 de febrero de 2022, tras la Invasión rusa de Ucrania, la UEFA suspendió a la selección rusa de todas las competiciones hasta nuevo aviso. Finalmente, el 2 de mayo de 2022 la UEFA reafirmó la suspensión de los equipos rusos de fútbol. Los resultados de Rusia se consideran nulos y los próximos partidos programados fueron cancelados. En consecuencia, el Grupo E continuó como un grupo de 5 equipos.
| Pos. | Equipo               | Pts. | PJ | G | E | P | GF | GC | Dif. | Clasificación     |       | Bandera de Dinamarca | Bandera de Bosnia y Herzegovina | Bandera de Montenegro | Bandera de Azerbaiyán | Bandera de Malta | Bandera de Rusia |
| ---- | -------------------- | ---- | -- | - | - | - | -- | -- | ---- | ----------------- | ----- | -------------------- | ------------------------------- | --------------------- | --------------------- | ---------------- | ---------------- |
| 1    | Dinamarca            | 24   | 8  | 8 | 0 | 0 | 40 | 2  | +38  | Copa Mundial 2023 |       | —                    | 8 – 0                           | 5 – 1                 | 2 – 0                 | 7 – 0            | 3 – 1            |
| 2    | Bosnia y Herzegovina | 11   | 8  | 3 | 2 | 3 | 9  | 17 | −8   | Play-offs         |       | 0 – 3                | —                               | 2 – 3                 | 1 – 0                 | 1 – 0            | 0 – 4            |
| 3    | Montenegro           | 9    | 8  | 3 | 0 | 5 | 9  | 17 | −8   |                   |       | 1 – 5                | 0 – 2                           | —                     | 2 – 0                 | 0 – 2            | Canc.            |
| 4    | Azerbaiyán           | 7    | 8  | 2 | 1 | 5 | 5  | 16 | −11  |                   | 0 – 8 | 1 – 1                | 1 – 0                           | —                     | 1 – 2                 | 0 – 4            |                  |
| 5    | Malta                | 7    | 8  | 2 | 1 | 5 | 6  | 17 | −11  |                   | 0 – 2 | 2 – 2                | 0 – 2                           | 0 – 2                 | —                     | Canc.            |                  |
| 6    | Rusia                | 0    | 0  | 0 | 0 | 0 | 0  | 0  | 0    | Descalificada     |       | Canc.                | Canc.                           | 5 – 0                 | 2 – 0                 | 3 – 0            | —                |

 Fuente: UEFA
Criterios de clasificación: criterios UEFA de desempate
| \| Fecha \| Lugar \| Local \| \| Resultado \| \| Visitante \| \| ------------------------ \| --------- \| -------------------- \| \| --------- \| \| -------------------- \| \| 16 de septiembre de 2021 \| Viborg \| Dinamarca \| \| 7 – 0 \| \| Malta \| \| 17 de septiembre de 2021 \| Zenica \| Bosnia y Herzegovina \| \| 2 – 3 \| \| Montenegro \| \| 17 de septiembre de 2021 \| Moscú \| Rusia \| \| 2 – 0 \| \| Azerbaiyán \| \| 21 de septiembre de 2021 \| Moscú \| Rusia \| \| 5 – 0 \| \| Montenegro \| \| 21 de septiembre de 2021 \| Bakú \| Azerbaiyán \| \| 0 – 8 \| \| Dinamarca \| \| 21 de septiembre de 2021 \| Ta' Qali \| Malta \| \| 2 – 2 \| \| Bosnia y Herzegovina \| \| 21 de octubre de 2021 \| Podgorica \| Montenegro \| \| 2 – 0 \| \| Azerbaiyán \| \| 21 de octubre de 2021 \| Jimki \| Rusia \| \| 3 – 0 \| \| Malta \| \| 21 de octubre de 2021 \| Viborg \| Dinamarca \| \| 8 – 0 \| \| Bosnia y Herzegovina \| \| 26 de octubre de 2021 \| Zenica \| Bosnia y Herzegovina \| \| 0 – 4 \| \| Rusia \| \| 26 de octubre de 2021 \| Bakú \| Azerbaiyán \| \| 1 – 2 \| \| Malta \| \| 26 de octubre de 2021 \| Podgorica \| Montenegro \| \| 1 – 5 \| \| Dinamarca \| \| 25 de noviembre de 2021 \| Zenica \| Bosnia y Herzegovina \| \| 0 – 3 \| \| Dinamarca \| \| 25 de noviembre de 2021 \| Bakú \| Azerbaiyán \| \| 0 – 4 \| \| Rusia \| \| 26 de noviembre de 2021 \| Ta' Qali \| Malta \| \| 0 – 2 \| \| Montenegro \| \| 30 de noviembre de 2021 \| Zenica \| Bosnia y Herzegovina \| \| 1 – 0 \| \| Malta \| \| 30 de noviembre de 2021 \| Bakú \| Azerbaiyán \| \| 1 – 0 \| \| Montenegro \| \| 30 de noviembre de 2021 \| Viborg \| Dinamarca \| \| 3 – 1 \| \| Rusia \| \| Cancelado \| \| Montenegro \| \| – \| \| Rusia \| \| 7 de abril de 2022 \| Sarajevo \| Bosnia y Herzegovina \| \| 1 – 0 \| \| Azerbaiyán \| \| 8 de abril de 2022 \| Ta' Qali \| Malta \| \| 0 – 2 \| \| Dinamarca \| \| 12 de abril de 2022 \| Podgorica \| Montenegro \| \| 0 – 2 \| \| Bosnia y Herzegovina \| \| 12 de abril de 2022 \| Viborg \| Dinamarca \| \| 2 – 0 \| \| Azerbaiyán \| \| Cancelado \| \| Malta \| \| – \| \| Rusia \| \| 1 de septiembre de 2022 \| Viborg \| Dinamarca \| \| 5 – 1 \| \| Montenegro \| \| 2 de septiembre de 2022 \| Ta' Qali \| Malta \| \| 0 – 2 \| \| Azerbaiyán \| \| Cancelado \| \| Rusia \| \| – \| \| Bosnia y Herzegovina \| \| Cancelado \| \| Rusia \| \| – \| \| Dinamarca \| \| 6 de septiembre de 2022 \| Bakú \| Azerbaiyán \| \| 1 – 1 \| \| Bosnia y Herzegovina \| \| 6 de septiembre de 2022 \| Podgorica \| Montenegro \| \| 0 – 2 \| \| Malta \| |           |                      |                                 |           |                                 |                      |
| Fecha | Lugar     | Local                |                                 | Resultado |                                 | Visitante            |
| 16 de septiembre de 2021 | Viborg    | Dinamarca            | Bandera de Dinamarca            | 7 – 0     | Bandera de Malta                | Malta                |
| 17 de septiembre de 2021 | Zenica    | Bosnia y Herzegovina | Bandera de Bosnia y Herzegovina | 2 – 3     | Bandera de Montenegro           | Montenegro           |
| 17 de septiembre de 2021 | Moscú     | Rusia                | Bandera de Rusia                | 2 – 0     | Bandera de Azerbaiyán           | Azerbaiyán           |
| 21 de septiembre de 2021 | Moscú     | Rusia                | Bandera de Rusia                | 5 – 0     | Bandera de Montenegro           | Montenegro           |
| 21 de septiembre de 2021 | Bakú      | Azerbaiyán           | Bandera de Azerbaiyán           | 0 – 8     | Bandera de Dinamarca            | Dinamarca            |
| 21 de septiembre de 2021 | Ta' Qali  | Malta                | Bandera de Malta                | 2 – 2     | Bandera de Bosnia y Herzegovina | Bosnia y Herzegovina |
| 21 de octubre de 2021 | Podgorica | Montenegro           | Bandera de Montenegro           | 2 – 0     | Bandera de Azerbaiyán           | Azerbaiyán           |
| 21 de octubre de 2021 | Jimki     | Rusia                | Bandera de Rusia                | 3 – 0     | Bandera de Malta                | Malta                |
| 21 de octubre de 2021 | Viborg    | Dinamarca            | Bandera de Dinamarca            | 8 – 0     | Bandera de Bosnia y Herzegovina | Bosnia y Herzegovina |
| 26 de octubre de 2021 | Zenica    | Bosnia y Herzegovina | Bandera de Bosnia y Herzegovina | 0 – 4     | Bandera de Rusia                | Rusia                |
| 26 de octubre de 2021 | Bakú      | Azerbaiyán           | Bandera de Azerbaiyán           | 1 – 2     | Bandera de Malta                | Malta                |
| 26 de octubre de 2021 | Podgorica | Montenegro           | Bandera de Montenegro           | 1 – 5     | Bandera de Dinamarca            | Dinamarca            |
| 25 de noviembre de 2021 | Zenica    | Bosnia y Herzegovina | Bandera de Bosnia y Herzegovina | 0 – 3     | Bandera de Dinamarca            | Dinamarca            |
| 25 de noviembre de 2021 | Bakú      | Azerbaiyán           | Bandera de Azerbaiyán           | 0 – 4     | Bandera de Rusia                | Rusia                |
| 26 de noviembre de 2021 | Ta' Qali  | Malta                | Bandera de Malta                | 0 – 2     | Bandera de Montenegro           | Montenegro           |
| 30 de noviembre de 2021 | Zenica    | Bosnia y Herzegovina | Bandera de Bosnia y Herzegovina | 1 – 0     | Bandera de Malta                | Malta                |
| 30 de noviembre de 2021 | Bakú      | Azerbaiyán           | Bandera de Azerbaiyán           | 1 – 0     | Bandera de Montenegro           | Montenegro           |
| 30 de noviembre de 2021 | Viborg    | Dinamarca            | Bandera de Dinamarca            | 3 – 1     | Bandera de Rusia                | Rusia                |
| Cancelado |           | Montenegro           | Bandera de Montenegro           | –         | Bandera de Rusia                | Rusia                |
| 7 de abril de 2022 | Sarajevo  | Bosnia y Herzegovina | Bandera de Bosnia y Herzegovina | 1 – 0     | Bandera de Azerbaiyán           | Azerbaiyán           |
| 8 de abril de 2022 | Ta' Qali  | Malta                | Bandera de Malta                | 0 – 2     | Bandera de Dinamarca            | Dinamarca            |
| 12 de abril de 2022 | Podgorica | Montenegro           | Bandera de Montenegro           | 0 – 2     | Bandera de Bosnia y Herzegovina | Bosnia y Herzegovina |
| 12 de abril de 2022 | Viborg    | Dinamarca            | Bandera de Dinamarca            | 2 – 0     | Bandera de Azerbaiyán           | Azerbaiyán           |
| Cancelado |           | Malta                | Bandera de Malta                | –         | Bandera de Rusia                | Rusia                |
| 1 de septiembre de 2022 | Viborg    | Dinamarca            | Bandera de Dinamarca            | 5 – 1     | Bandera de Montenegro           | Montenegro           |
| 2 de septiembre de 2022 | Ta' Qali  | Malta                | Bandera de Malta                | 0 – 2     | Bandera de Azerbaiyán           | Azerbaiyán           |
| Cancelado |           | Rusia                | Bandera de Rusia                | –         | Bandera de Bosnia y Herzegovina | Bosnia y Herzegovina |
| Cancelado |           | Rusia                | Bandera de Rusia                | –         | Bandera de Dinamarca            | Dinamarca            |
| 6 de septiembre de 2022 | Bakú      | Azerbaiyán           | Bandera de Azerbaiyán           | 1 – 1     | Bandera de Bosnia y Herzegovina | Bosnia y Herzegovina |
| 6 de septiembre de 2022 | Podgorica | Montenegro           | Bandera de Montenegro           | 0 – 2     | Bandera de Malta                | Malta                |

### Grupo F
| Pos. | Equipo  | Pts. | PJ | G | E | P  | GF | GC | Dif. | Clasificación     |        | Bandera de Noruega | Bandera de Bélgica | Bandera de Polonia | Bandera de Albania | Bandera de Kosovo | Bandera de Armenia |
| ---- | ------- | ---- | -- | - | - | -- | -- | -- | ---- | ----------------- | ------ | ------------------ | ------------------ | ------------------ | ------------------ | ----------------- | ------------------ |
| 1    | Noruega | 28   | 10 | 9 | 1 | 0  | 47 | 2  | +45  | Copa Mundial 2023 |        | —                  | 4 – 0              | 2 – 1              | 5 – 0              | 5 – 1             | 10 – 0             |
| 2    | Bélgica | 22   | 10 | 7 | 1 | 2  | 56 | 7  | +49  | Play-offs         |        | 0 – 1              | —                  | 4 – 0              | 7 – 0              | 7 – 0             | 19 – 0             |
| 3    | Polonia | 20   | 10 | 6 | 2 | 2  | 28 | 9  | +19  |                   |        | 0 – 0              | 1 – 1              | —                  | 2 – 0              | 7 – 0             | 12 – 0             |
| 4    | Albania | 10   | 10 | 3 | 1 | 6  | 14 | 30 | −16  |                   | 0 – 7  | 0 – 5              | 1 – 2              | —                  | 1 – 1              | 5 – 0             |                    |
| 5    | Kosovo  | 7    | 10 | 2 | 1 | 7  | 8  | 35 | −27  |                   | 0 – 3  | 1 – 6              | 1 – 2              | 1 – 3              | —                  | 2 – 1             |                    |
| 6    | Armenia | 0    | 10 | 0 | 0 | 10 | 1  | 71 | −70  |                   | 0 – 10 | 0 – 7              | 0 – 1              | 0 – 4              | 0 – 1              | —                 |                    |

 Fuente: UEFA
Criterios de clasificación: criterios UEFA de desempate
| \| Fecha \| Lugar \| Local \| \| Resultado \| \| Visitante \| \| -------------------------- \| ---------- \| ------- \| \| --------- \| \| --------- \| \| 16 de septiembre de 2021 \| Oslo \| Noruega \| \| 10 – 0 \| \| Armenia \| \| 16 de septiembre de 2021 \| Elbasan \| Albania \| \| 1 – 1 \| \| Kosovo \| \| 17 de septiembre de 2021 \| Gdansk \| Polonia \| \| 1 – 1 \| \| Bélgica \| \| 21 de septiembre de 2021 \| Ereván \| Armenia \| \| 0 – 1 \| \| Polonia \| \| 21 de septiembre de 2021 \| Pristina \| Kosovo \| \| 0 – 3 \| \| Noruega \| \| 21 de septiembre de 2021 \| Bruselas \| Bélgica \| \| 7 – 0 \| \| Albania \| \| 21 de octubre de 2021 \| Elbasan \| Albania \| \| 5 – 0 \| \| Armenia \| \| 21 de octubre de 2021 \| Łódź \| Polonia \| \| 0 – 0 \| \| Noruega \| \| 21 de octubre de 2021 \| Lovaina \| Bélgica \| \| 7 – 0 \| \| Kosovo \| \| 26 de octubre de 2021 \| Ereván \| Armenia \| \| 0 – 1 \| \| Kosovo \| \| 26 de octubre de 2021 \| Oslo \| Noruega \| \| 4 – 0 \| \| Bélgica \| \| 26 de octubre de 2021 \| Tychy \| Polonia \| \| 2 – 0 \| \| Albania \| \| 25 de noviembre de 2021 \| Pristina \| Kosovo \| \| 1 – 2 \| \| Polonia \| \| 25 de noviembre de 2021 \| Lovaina \| Bélgica \| \| 19 – 0 \| \| Armenia \| \| 25 de noviembre de 2021 \| Tirana \| Albania \| \| 0 – 7 \| \| Noruega \| \| 30 de noviembre de 2021[9] \| Ereván \| Armenia \| \| 0 – 10 \| \| Noruega \| \| 30 de noviembre de 2021 \| Pristina \| Kosovo \| \| 1 – 3 \| \| Albania \| \| 30 de noviembre de 2021 \| Lovaina \| Bélgica \| \| 4 – 0 \| \| Polonia \| \| 7 de abril de 2022 \| Sandefjord \| Noruega \| \| 5 – 1 \| \| Kosovo \| \| 7 de abril de 2022 \| Elbasan \| Albania \| \| 0 – 5 \| \| Bélgica \| \| 7 de abril de 2022 \| Gdynia \| Polonia \| \| 12 – 0 \| \| Armenia \| \| 12 de abril de 2022 \| Armavir \| Armenia \| \| 0 – 4 \| \| Albania \| \| 12 de abril de 2022 \| Oslo \| Noruega \| \| 2 – 1 \| \| Polonia \| \| 12 de abril de 2022 \| Pristina \| Kosovo \| \| 1 – 6 \| \| Bélgica \| \| 1 de septiembre de 2022 \| Elbasan \| Albania \| \| 1 – 2 \| \| Polonia \| \| 1 de septiembre de 2022 \| Pristina \| Kosovo \| \| 2 – 1 \| \| Armenia \| \| 2 de septiembre de 2022 \| Lovaina \| Bélgica \| \| 0 – 1 \| \| Noruega \| \| 6 de septiembre de 2022 \| Ereván \| Armenia \| \| 0 – 7 \| \| Bélgica \| \| 6 de septiembre de 2022 \| Oslo \| Noruega \| \| 5 – 0 \| \| Albania \| \| 6 de septiembre de 2022 \| Lublin \| Polonia \| \| 7 – 0 \| \| Kosovo \| |            |         |                    |           |                    |           |
| Fecha | Lugar      | Local   |                    | Resultado |                    | Visitante |
| 16 de septiembre de 2021 | Oslo       | Noruega | Bandera de Noruega | 10 – 0    | Bandera de Armenia | Armenia   |
| 16 de septiembre de 2021 | Elbasan    | Albania | Bandera de Albania | 1 – 1     | Bandera de Kosovo  | Kosovo    |
| 17 de septiembre de 2021 | Gdansk     | Polonia | Bandera de Polonia | 1 – 1     | Bandera de Bélgica | Bélgica   |
| 21 de septiembre de 2021 | Ereván     | Armenia | Bandera de Armenia | 0 – 1     | Bandera de Polonia | Polonia   |
| 21 de septiembre de 2021 | Pristina   | Kosovo  | Bandera de Kosovo  | 0 – 3     | Bandera de Noruega | Noruega   |
| 21 de septiembre de 2021 | Bruselas   | Bélgica | Bandera de Bélgica | 7 – 0     | Bandera de Albania | Albania   |
| 21 de octubre de 2021 | Elbasan    | Albania | Bandera de Albania | 5 – 0     | Bandera de Armenia | Armenia   |
| 21 de octubre de 2021 | Łódź       | Polonia | Bandera de Polonia | 0 – 0     | Bandera de Noruega | Noruega   |
| 21 de octubre de 2021 | Lovaina    | Bélgica | Bandera de Bélgica | 7 – 0     | Bandera de Kosovo  | Kosovo    |
| 26 de octubre de 2021 | Ereván     | Armenia | Bandera de Armenia | 0 – 1     | Bandera de Kosovo  | Kosovo    |
| 26 de octubre de 2021 | Oslo       | Noruega | Bandera de Noruega | 4 – 0     | Bandera de Bélgica | Bélgica   |
| 26 de octubre de 2021 | Tychy      | Polonia | Bandera de Polonia | 2 – 0     | Bandera de Albania | Albania   |
| 25 de noviembre de 2021 | Pristina   | Kosovo  | Bandera de Kosovo  | 1 – 2     | Bandera de Polonia | Polonia   |
| 25 de noviembre de 2021 | Lovaina    | Bélgica | Bandera de Bélgica | 19 – 0    | Bandera de Armenia | Armenia   |
| 25 de noviembre de 2021 | Tirana     | Albania | Bandera de Albania | 0 – 7     | Bandera de Noruega | Noruega   |
| 30 de noviembre de 2021 | Ereván     | Armenia | Bandera de Armenia | 0 – 10    | Bandera de Noruega | Noruega   |
| 30 de noviembre de 2021 | Pristina   | Kosovo  | Bandera de Kosovo  | 1 – 3     | Bandera de Albania | Albania   |
| 30 de noviembre de 2021 | Lovaina    | Bélgica | Bandera de Bélgica | 4 – 0     | Bandera de Polonia | Polonia   |
| 7 de abril de 2022 | Sandefjord | Noruega | Bandera de Noruega | 5 – 1     | Bandera de Kosovo  | Kosovo    |
| 7 de abril de 2022 | Elbasan    | Albania | Bandera de Albania | 0 – 5     | Bandera de Bélgica | Bélgica   |
| 7 de abril de 2022 | Gdynia     | Polonia | Bandera de Polonia | 12 – 0    | Bandera de Armenia | Armenia   |
| 12 de abril de 2022 | Armavir    | Armenia | Bandera de Armenia | 0 – 4     | Bandera de Albania | Albania   |
| 12 de abril de 2022 | Oslo       | Noruega | Bandera de Noruega | 2 – 1     | Bandera de Polonia | Polonia   |
| 12 de abril de 2022 | Pristina   | Kosovo  | Bandera de Kosovo  | 1 – 6     | Bandera de Bélgica | Bélgica   |
| 1 de septiembre de 2022 | Elbasan    | Albania | Bandera de Albania | 1 – 2     | Bandera de Polonia | Polonia   |
| 1 de septiembre de 2022 | Pristina   | Kosovo  | Bandera de Kosovo  | 2 – 1     | Bandera de Armenia | Armenia   |
| 2 de septiembre de 2022 | Lovaina    | Bélgica | Bandera de Bélgica | 0 – 1     | Bandera de Noruega | Noruega   |
| 6 de septiembre de 2022 | Ereván     | Armenia | Bandera de Armenia | 0 – 7     | Bandera de Bélgica | Bélgica   |
| 6 de septiembre de 2022 | Oslo       | Noruega | Bandera de Noruega | 5 – 0     | Bandera de Albania | Albania   |
| 6 de septiembre de 2022 | Lublin     | Polonia | Bandera de Polonia | 7 – 0     | Bandera de Kosovo  | Kosovo    |

### Grupo G
| Pos. | Equipo   | Pts. | PJ | G | E | P | GF | GC | Dif. | Clasificación     |       | Bandera de Italia | Bandera de Suiza | Bandera de Rumania | Bandera de Croacia | Bandera de Lituania | Bandera de Moldavia |
| ---- | -------- | ---- | -- | - | - | - | -- | -- | ---- | ----------------- | ----- | ----------------- | ---------------- | ------------------ | ------------------ | ------------------- | ------------------- |
| 1    | Italia   | 27   | 10 | 9 | 0 | 1 | 40 | 2  | +38  | Copa Mundial 2023 |       | —                 | 1 – 2            | 2 – 0              | 3 – 0              | 7 – 0               | 3 – 0               |
| 2    | Suiza    | 25   | 10 | 8 | 1 | 1 | 44 | 4  | +40  | Play-offs         |       | 0 – 1             | —                | 2 – 0              | 5 – 0              | 4 – 1               | 15 – 0              |
| 3    | Rumania  | 19   | 10 | 6 | 1 | 3 | 21 | 11 | +10  |                   |       | 0 – 5             | 1 – 1            | —                  | 2 – 0              | 3 – 0               | 3 – 0               |
| 4    | Croacia  | 10   | 10 | 3 | 1 | 6 | 6  | 18 | −12  |                   | 0 – 5 | 0 – 2             | 0 – 1            | —                  | 0 – 0              | 4 – 0               |                     |
| 5    | Lituania | 5    | 10 | 1 | 2 | 7 | 7  | 35 | −28  |                   | 0 – 5 | 0 – 7             | 1 – 7            | 0 – 1              | —                  | 4 – 0               |                     |
| 6    | Moldavia | 1    | 10 | 0 | 1 | 9 | 1  | 49 | −48  |                   | 0 – 8 | 0 – 6             | 0 – 4            | 0 – 1              | 1 – 1              | —                   |                     |

 Fuente: UEFA
Criterios de clasificación: criterios UEFA de desempate
| \| Fecha \| Lugar \| Local \| \| Resultado \| \| Visitante \| \| ------------------------ \| ---------------- \| -------- \| \| --------- \| \| --------- \| \| 17 de septiembre de 2021 \| Trieste \| Italia \| \| 3 – 0 \| \| Moldavia \| \| 17 de septiembre de 2021 \| Thun \| Suiza \| \| 4 – 1 \| \| Lituania \| \| 17 de septiembre de 2021 \| Mogoșoaia \| Rumania \| \| 2 – 0 \| \| Croacia \| \| 21 de septiembre de 2021 \| Karlovac \| Croacia \| \| 0 – 5 \| \| Italia \| \| 21 de septiembre de 2021 \| Chisináu \| Moldavia \| \| 0 – 6 \| \| Suiza \| \| 21 de septiembre de 2021 \| Mogoșoaia \| Rumania \| \| 3 – 0 \| \| Lituania \| \| 22 de octubre de 2021 \| Castel di Sangro \| Italia \| \| 3 – 0 \| \| Croacia \| \| 22 de octubre de 2021 \| Zúrich \| Suiza \| \| 2 – 0 \| \| Rumania \| \| 26 de octubre de 2021 \| Vilna \| Lituania \| \| 0 – 5 \| \| Italia \| \| 26 de octubre de 2021 \| Zúrich \| Suiza \| \| 5 – 0 \| \| Croacia \| \| 26 de noviembre de 2021 \| Pula \| Croacia \| \| 0 – 0 \| \| Lituania \| \| 26 de noviembre de 2021 \| Palermo \| Italia \| \| 1 – 2 \| \| Suiza \| \| 26 de noviembre de 2021 \| Mogoșoaia \| Rumania \| \| 3 – 0 \| \| Moldavia \| \| 30 de noviembre de 2021 \| Pula \| Croacia \| \| 4 – 0 \| \| Moldavia \| \| 30 de noviembre de 2021 \| Voluntari \| Rumania \| \| 0 – 5 \| \| Italia \| \| 30 de noviembre de 2021 \| Vilna \| Lituania \| \| 0 – 7 \| \| Suiza \| \| 8 de abril de 2022 \| Chisináu \| Moldavia \| \| 0 – 1 \| \| Croacia \| \| 8 de abril de 2022 \| Bucarest \| Rumania \| \| 1 – 1 \| \| Suiza \| \| 8 de abril de 2022 \| Parma \| Italia \| \| 7 – 0 \| \| Lituania \| \| 12 de abril de 2022 \| Velika Gorica \| Croacia \| \| 0 – 1 \| \| Rumania \| \| 12 de abril de 2022 \| Vilna \| Lituania \| \| 4 – 0 \| \| Moldavia \| \| 12 de abril de 2022 \| Thun \| Suiza \| \| 0 – 1 \| \| Italia \| \| 24 de junio de 2022 \| Chisináu \| Moldavia \| \| 0 – 4 \| \| Rumania \| \| 28 de junio de 2022 \| Chisináu \| Moldavia \| \| 1 – 1 \| \| Lituania \| \| 2 de septiembre de 2022 \| Chisináu \| Moldavia \| \| 0 – 8 \| \| Italia \| \| 2 de septiembre de 2022 \| Vilna \| Lituania \| \| 1 – 7 \| \| Rumania \| \| 2 de septiembre de 2022 \| Karlovac \| Croacia \| \| 0 – 2 \| \| Suiza \| \| 6 de septiembre de 2022 \| Vilna \| Lituania \| \| 0 – 1 \| \| Croacia \| \| 6 de septiembre de 2022 \| Lausana \| Suiza \| \| 15 – 0 \| \| Moldavia \| \| 6 de septiembre de 2022 \| Ferrara \| Italia \| \| 2 – 0 \| \| Rumania \| |                  |          |                     |           |                     |           |
| Fecha | Lugar            | Local    |                     | Resultado |                     | Visitante |
| 17 de septiembre de 2021 | Trieste          | Italia   | Bandera de Italia   | 3 – 0     | Bandera de Moldavia | Moldavia  |
| 17 de septiembre de 2021 | Thun             | Suiza    | Bandera de Suiza    | 4 – 1     | Bandera de Lituania | Lituania  |
| 17 de septiembre de 2021 | Mogoșoaia        | Rumania  | Bandera de Rumania  | 2 – 0     | Bandera de Croacia  | Croacia   |
| 21 de septiembre de 2021 | Karlovac         | Croacia  | Bandera de Croacia  | 0 – 5     | Bandera de Italia   | Italia    |
| 21 de septiembre de 2021 | Chisináu         | Moldavia | Bandera de Moldavia | 0 – 6     | Bandera de Suiza    | Suiza     |
| 21 de septiembre de 2021 | Mogoșoaia        | Rumania  | Bandera de Rumania  | 3 – 0     | Bandera de Lituania | Lituania  |
| 22 de octubre de 2021 | Castel di Sangro | Italia   | Bandera de Italia   | 3 – 0     | Bandera de Croacia  | Croacia   |
| 22 de octubre de 2021 | Zúrich           | Suiza    | Bandera de Suiza    | 2 – 0     | Bandera de Rumania  | Rumania   |
| 26 de octubre de 2021 | Vilna            | Lituania | Bandera de Lituania | 0 – 5     | Bandera de Italia   | Italia    |
| 26 de octubre de 2021 | Zúrich           | Suiza    | Bandera de Suiza    | 5 – 0     | Bandera de Croacia  | Croacia   |
| 26 de noviembre de 2021 | Pula             | Croacia  | Bandera de Croacia  | 0 – 0     | Bandera de Lituania | Lituania  |
| 26 de noviembre de 2021 | Palermo          | Italia   | Bandera de Italia   | 1 – 2     | Bandera de Suiza    | Suiza     |
| 26 de noviembre de 2021 | Mogoșoaia        | Rumania  | Bandera de Rumania  | 3 – 0     | Bandera de Moldavia | Moldavia  |
| 30 de noviembre de 2021 | Pula             | Croacia  | Bandera de Croacia  | 4 – 0     | Bandera de Moldavia | Moldavia  |
| 30 de noviembre de 2021 | Voluntari        | Rumania  | Bandera de Rumania  | 0 – 5     | Bandera de Italia   | Italia    |
| 30 de noviembre de 2021 | Vilna            | Lituania | Bandera de Lituania | 0 – 7     | Bandera de Suiza    | Suiza     |
| 8 de abril de 2022 | Chisináu         | Moldavia | Bandera de Moldavia | 0 – 1     | Bandera de Croacia  | Croacia   |
| 8 de abril de 2022 | Bucarest         | Rumania  | Bandera de Rumania  | 1 – 1     | Bandera de Suiza    | Suiza     |
| 8 de abril de 2022 | Parma            | Italia   | Bandera de Italia   | 7 – 0     | Bandera de Lituania | Lituania  |
| 12 de abril de 2022 | Velika Gorica    | Croacia  | Bandera de Croacia  | 0 – 1     | Bandera de Rumania  | Rumania   |
| 12 de abril de 2022 | Vilna            | Lituania | Bandera de Lituania | 4 – 0     | Bandera de Moldavia | Moldavia  |
| 12 de abril de 2022 | Thun             | Suiza    | Bandera de Suiza    | 0 – 1     | Bandera de Italia   | Italia    |
| 24 de junio de 2022 | Chisináu         | Moldavia | Bandera de Moldavia | 0 – 4     | Bandera de Rumania  | Rumania   |
| 28 de junio de 2022 | Chisináu         | Moldavia | Bandera de Moldavia | 1 – 1     | Bandera de Lituania | Lituania  |
| 2 de septiembre de 2022 | Chisináu         | Moldavia | Bandera de Moldavia | 0 – 8     | Bandera de Italia   | Italia    |
| 2 de septiembre de 2022 | Vilna            | Lituania | Bandera de Lituania | 1 – 7     | Bandera de Rumania  | Rumania   |
| 2 de septiembre de 2022 | Karlovac         | Croacia  | Bandera de Croacia  | 0 – 2     | Bandera de Suiza    | Suiza     |
| 6 de septiembre de 2022 | Vilna            | Lituania | Bandera de Lituania | 0 – 1     | Bandera de Croacia  | Croacia   |
| 6 de septiembre de 2022 | Lausana          | Suiza    | Bandera de Suiza    | 15 – 0    | Bandera de Moldavia | Moldavia  |
| 6 de septiembre de 2022 | Ferrara          | Italia   | Bandera de Italia   | 2 – 0     | Bandera de Rumania  | Rumania   |

### Grupo H
| Pos. | Equipo   | Pts. | PJ | G | E | P  | GF | GC | Dif. | Clasificación     |       | Bandera de Alemania | Bandera de Portugal | Bandera de Serbia | Bandera de Turquía | Bandera de Israel | Bandera de Bulgaria |
| ---- | -------- | ---- | -- | - | - | -- | -- | -- | ---- | ----------------- | ----- | ------------------- | ------------------- | ----------------- | ------------------ | ----------------- | ------------------- |
| 1    | Alemania | 27   | 10 | 9 | 0 | 1  | 47 | 5  | +42  | Copa Mundial 2023 |       | —                   | 3 – 0               | 5 – 1             | 8 – 0              | 7 – 0             | 7 – 0               |
| 2    | Portugal | 22   | 10 | 7 | 1 | 2  | 26 | 9  | +17  | Play-offs         |       | 1 – 3               | —                   | 2 – 1             | 4 – 0              | 4 – 0             | 3 – 0               |
| 3    | Serbia   | 21   | 10 | 7 | 0 | 3  | 26 | 14 | +12  |                   |       | 3 – 2               | 1 – 2               | —                 | 2 – 0              | 4 – 0             | 3 – 0               |
| 4    | Turquía  | 10   | 10 | 3 | 1 | 6  | 9  | 26 | −17  |                   | 0 – 3 | 1 – 1               | 2 – 5               | —                 | 3 – 2              | 1 – 0             |                     |
| 5    | Israel   | 9    | 10 | 3 | 0 | 7  | 7  | 25 | −18  |                   | 0 – 1 | 0 – 4               | 0 – 2               | 1 – 0             | —                  | 2 – 0             |                     |
| 6    | Bulgaria | 0    | 10 | 0 | 0 | 10 | 1  | 37 | −36  |                   | 0 – 8 | 0 – 5               | 1 – 4               | 0 – 2             | 0 – 2              | —                 |                     |

 Fuente: UEFA
Criterios de clasificación: criterios UEFA de desempate
| \| Fecha \| Lugar \| Local \| \| Resultado \| \| Visitante \| \| ------------------------ \| ---------------- \| -------- \| \| --------- \| \| --------- \| \| 16 de septiembre de 2021 \| Alanya \| Turquía \| \| 1 – 1 \| \| Portugal \| \| 18 de septiembre de 2021 \| Cottbus \| Alemania \| \| 7 – 0 \| \| Bulgaria \| \| 19 de septiembre de 2021 \| Rishon LeZion \| Israel \| \| 0 – 4 \| \| Portugal \| \| 21 de septiembre de 2021 \| Chemnitz \| Alemania \| \| 5 – 1 \| \| Serbia \| \| 21 de octubre de 2021 \| Estambul \| Turquía \| \| 1 – 0 \| \| Bulgaria \| \| 21 de octubre de 2021 \| Petaj Tikva \| Israel \| \| 0 – 1 \| \| Alemania \| \| 21 de octubre de 2021 \| Setúbal \| Portugal \| \| 2 – 1 \| \| Serbia \| \| 26 de octubre de 2021 \| Essen \| Alemania \| \| 7 – 0 \| \| Israel \| \| 26 de octubre de 2021 \| Plovdiv \| Bulgaria \| \| 0 – 5 \| \| Portugal \| \| 26 de octubre de 2021 \| Gornji Milanovac \| Serbia \| \| 2 – 0 \| \| Turquía \| \| 25 de noviembre de 2021 \| Stara Pazova \| Serbia \| \| 3 – 0 \| \| Bulgaria \| \| 25 de noviembre de 2021 \| Portimão \| Portugal \| \| 4 – 0 \| \| Israel \| \| 26 de noviembre de 2021 \| Brunswick \| Alemania \| \| 8 – 0 \| \| Turquía \| \| 30 de noviembre de 2021 \| Plovdiv \| Bulgaria \| \| 1 – 4 \| \| Serbia \| \| 30 de noviembre de 2021 \| Mersin \| Turquía \| \| 3 – 2 \| \| Israel \| \| 30 de noviembre de 2021 \| Faro \| Portugal \| \| 1 – 3 \| \| Alemania \| \| 23 de febrero de 2022 \| Esmirna \| Turquía \| \| 2 – 5 \| \| Serbia \| \| 7 de abril de 2022 \| Plovdiv \| Bulgaria \| \| 0 – 2 \| \| Turquía \| \| 7 de abril de 2022 \| Stara Pazova \| Serbia \| \| 4 – 0 \| \| Israel \| \| 9 de abril de 2022 \| Bielefeld \| Alemania \| \| 3 – 0 \| \| Portugal \| \| 12 de abril de 2022 \| Stara Pazova \| Serbia \| \| 3 – 2 \| \| Alemania \| \| 12 de abril de 2022 \| Petah Tikva \| Israel \| \| 1 – 0 \| \| Turquía \| \| 12 de abril de 2022 \| Barcelos \| Portugal \| \| 3 – 0 \| \| Bulgaria \| \| 23 de junio de 2022 \| Plovdiv \| Bulgaria \| \| 0 – 2 \| \| Israel \| \| 1 de septiembre de 2022 \| Ness Tziona \| Israel \| \| 2 – 0 \| \| Bulgaria \| \| 2 de septiembre de 2022 \| Stara Pazova \| Serbia \| \| 1 – 2 \| \| Portugal \| \| 3 de septiembre de 2022 \| Bursa \| Turquía \| \| 0 – 3 \| \| Alemania \| \| 6 de septiembre de 2022 \| Vizela \| Portugal \| \| 4 – 0 \| \| Turquía \| \| 6 de septiembre de 2022 \| Ness Tziona \| Israel \| \| 0 – 2 \| \| Serbia \| \| 6 de septiembre de 2022 \| Plovdiv \| Bulgaria \| \| 0 – 8 \| \| Alemania \| |                  |          |                     |           |                     |           |
| Fecha | Lugar            | Local    |                     | Resultado |                     | Visitante |
| 16 de septiembre de 2021 | Alanya           | Turquía  | Bandera de Turquía  | 1 – 1     | Bandera de Portugal | Portugal  |
| 18 de septiembre de 2021 | Cottbus          | Alemania | Bandera de Alemania | 7 – 0     | Bandera de Bulgaria | Bulgaria  |
| 19 de septiembre de 2021 | Rishon LeZion    | Israel   | Bandera de Israel   | 0 – 4     | Bandera de Portugal | Portugal  |
| 21 de septiembre de 2021 | Chemnitz         | Alemania | Bandera de Alemania | 5 – 1     | Bandera de Serbia   | Serbia    |
| 21 de octubre de 2021 | Estambul         | Turquía  | Bandera de Turquía  | 1 – 0     | Bandera de Bulgaria | Bulgaria  |
| 21 de octubre de 2021 | Petaj Tikva      | Israel   | Bandera de Israel   | 0 – 1     | Bandera de Alemania | Alemania  |
| 21 de octubre de 2021 | Setúbal          | Portugal | Bandera de Portugal | 2 – 1     | Bandera de Serbia   | Serbia    |
| 26 de octubre de 2021 | Essen            | Alemania | Bandera de Alemania | 7 – 0     | Bandera de Israel   | Israel    |
| 26 de octubre de 2021 | Plovdiv          | Bulgaria | Bandera de Bulgaria | 0 – 5     | Bandera de Portugal | Portugal  |
| 26 de octubre de 2021 | Gornji Milanovac | Serbia   | Bandera de Serbia   | 2 – 0     | Bandera de Turquía  | Turquía   |
| 25 de noviembre de 2021 | Stara Pazova     | Serbia   | Bandera de Serbia   | 3 – 0     | Bandera de Bulgaria | Bulgaria  |
| 25 de noviembre de 2021 | Portimão         | Portugal | Bandera de Portugal | 4 – 0     | Bandera de Israel   | Israel    |
| 26 de noviembre de 2021 | Brunswick        | Alemania | Bandera de Alemania | 8 – 0     | Bandera de Turquía  | Turquía   |
| 30 de noviembre de 2021 | Plovdiv          | Bulgaria | Bandera de Bulgaria | 1 – 4     | Bandera de Serbia   | Serbia    |
| 30 de noviembre de 2021 | Mersin           | Turquía  | Bandera de Turquía  | 3 – 2     | Bandera de Israel   | Israel    |
| 30 de noviembre de 2021 | Faro             | Portugal | Bandera de Portugal | 1 – 3     | Bandera de Alemania | Alemania  |
| 23 de febrero de 2022 | Esmirna          | Turquía  | Bandera de Turquía  | 2 – 5     | Bandera de Serbia   | Serbia    |
| 7 de abril de 2022 | Plovdiv          | Bulgaria | Bandera de Bulgaria | 0 – 2     | Bandera de Turquía  | Turquía   |
| 7 de abril de 2022 | Stara Pazova     | Serbia   | Bandera de Serbia   | 4 – 0     | Bandera de Israel   | Israel    |
| 9 de abril de 2022 | Bielefeld        | Alemania | Bandera de Alemania | 3 – 0     | Bandera de Portugal | Portugal  |
| 12 de abril de 2022 | Stara Pazova     | Serbia   | Bandera de Serbia   | 3 – 2     | Bandera de Alemania | Alemania  |
| 12 de abril de 2022 | Petah Tikva      | Israel   | Bandera de Israel   | 1 – 0     | Bandera de Turquía  | Turquía   |
| 12 de abril de 2022 | Barcelos         | Portugal | Bandera de Portugal | 3 – 0     | Bandera de Bulgaria | Bulgaria  |
| 23 de junio de 2022 | Plovdiv          | Bulgaria | Bandera de Bulgaria | 0 – 2     | Bandera de Israel   | Israel    |
| 1 de septiembre de 2022 | Ness Tziona      | Israel   | Bandera de Israel   | 2 – 0     | Bandera de Bulgaria | Bulgaria  |
| 2 de septiembre de 2022 | Stara Pazova     | Serbia   | Bandera de Serbia   | 1 – 2     | Bandera de Portugal | Portugal  |
| 3 de septiembre de 2022 | Bursa            | Turquía  | Bandera de Turquía  | 0 – 3     | Bandera de Alemania | Alemania  |
| 6 de septiembre de 2022 | Vizela           | Portugal | Bandera de Portugal | 4 – 0     | Bandera de Turquía  | Turquía   |
| 6 de septiembre de 2022 | Ness Tziona      | Israel   | Bandera de Israel   | 0 – 2     | Bandera de Serbia   | Serbia    |
| 6 de septiembre de 2022 | Plovdiv          | Bulgaria | Bandera de Bulgaria | 0 – 8     | Bandera de Alemania | Alemania  |

### Grupo I
| Pos. | Equipo     | Pts. | PJ | G  | E | P  | GF | GC | Dif. | Clasificación     |        | Bandera de Francia | Bandera de Gales | Bandera de Eslovenia | Bandera de Grecia | Bandera de Estonia | Bandera de Kazajistán |
| ---- | ---------- | ---- | -- | -- | - | -- | -- | -- | ---- | ----------------- | ------ | ------------------ | ---------------- | -------------------- | ----------------- | ------------------ | --------------------- |
| 1    | Francia    | 30   | 10 | 10 | 0 | 0  | 54 | 4  | +50  | Copa Mundial 2023 |        | —                  | 2 – 0            | 1 – 0                | 5 – 1             | 11 – 0             | 6 – 0                 |
| 2    | Gales      | 20   | 10 | 6  | 2 | 2  | 22 | 5  | +17  | Play-offs         |        | 1 – 2              | —                | 0 – 0                | 5 – 0             | 4 – 0              | 6 – 0                 |
| 3    | Eslovenia  | 18   | 10 | 5  | 3 | 2  | 21 | 6  | +15  |                   |        | 2 – 3              | 1 – 1            | —                    | 0 – 0             | 6 – 0              | 2 – 0                 |
| 4    | Grecia     | 13   | 10 | 4  | 1 | 5  | 12 | 28 | −16  |                   | 0 – 10 | 0 – 1              | 1 – 4            | —                    | 3 – 0             | 3 – 2              |                       |
| 5    | Estonia    | 6    | 10 | 2  | 0 | 8  | 7  | 43 | −36  |                   | 0 – 9  | 0 – 1              | 0 – 4            | 1 – 3                | —                 | 4 – 2              |                       |
| 6    | Kazajistán | 0    | 10 | 0  | 0 | 10 | 4  | 34 | −30  |                   | 0 – 5  | 0 – 3              | 0 – 2            | 0 – 1                | 0 – 2             | —                  |                       |

 Fuente: UEFA
Criterios de clasificación: criterios UEFA de desempate
| \| Fecha \| Lugar \| Local \| \| Resultado \| \| Visitante \| \| ------------------------ \| ------------- \| ---------- \| \| --------- \| \| ---------- \| \| 17 de septiembre de 2021 \| Patras \| Grecia \| \| 0 – 10 \| \| Francia \| \| 17 de septiembre de 2021 \| Pärnu \| Estonia \| \| 0 – 4 \| \| Eslovenia \| \| 17 de septiembre de 2021 \| Llanelli \| Gales \| \| 6 – 0 \| \| Kazajistán \| \| 21 de septiembre de 2021 \| Patras \| Grecia \| \| 3 – 2 \| \| Kazajistán \| \| 21 de septiembre de 2021 \| Pärnu \| Estonia \| \| 0 – 1 \| \| Gales \| \| 21 de septiembre de 2021 \| Murska Sobota \| Eslovenia \| \| 2 – 3 \| \| Francia \| \| 22 de octubre de 2021 \| Lendava \| Eslovenia \| \| 1 – 1 \| \| Gales \| \| 22 de octubre de 2021 \| Créteil \| Francia \| \| 11 – 0 \| \| Estonia \| \| 22 de octubre de 2021 \| Astaná \| Kazajistán \| \| 0 – 1 \| \| Grecia \| \| 26 de octubre de 2021 \| Astaná \| Kazajistán \| \| 0 – 5 \| \| Francia \| \| 26 de octubre de 2021 \| Larisa \| Grecia \| \| 1 – 4 \| \| Eslovenia \| \| 26 de octubre de 2021 \| Cardiff \| Gales \| \| 4 – 0 \| \| Estonia \| \| 26 de noviembre de 2021 \| Nova Gorica \| Eslovenia \| \| 6 – 0 \| \| Estonia \| \| 26 de noviembre de 2021 \| Llanelli \| Gales \| \| 5 – 0 \| \| Grecia \| \| 26 de noviembre de 2021 \| Vannes \| Francia \| \| 6 – 0 \| \| Kazajistán \| \| 30 de noviembre de 2021 \| Nova Gorica \| Eslovenia \| \| 0 – 0 \| \| Grecia \| \| 30 de noviembre de 2021 \| Guingamp \| Francia \| \| 2 – 0 \| \| Gales \| \| 8 de abril de 2022 \| Astaná \| Kazajistán \| \| 0 – 2 \| \| Eslovenia \| \| 8 de abril de 2022 \| Tallín \| Estonia \| \| 1 – 3 \| \| Grecia \| \| 8 de abril de 2022 \| Llanelli \| Gales \| \| 1 – 2 \| \| Francia \| \| 12 de abril de 2022 \| Astaná \| Kazajistán \| \| 0 – 3 \| \| Gales \| \| 12 de abril de 2022 \| Patras \| Grecia \| \| 3 – 0 \| \| Estonia \| \| 12 de abril de 2022 \| Le Mans \| Francia \| \| 1 – 0 \| \| Eslovenia \| \| 28 de junio de 2022 \| Pärnu \| Estonia \| \| 4 – 2 \| \| Kazajistán \| \| 2 de septiembre de 2022 \| Tallín \| Estonia \| \| 0 – 9 \| \| Francia \| \| 2 de septiembre de 2022 \| Kranj \| Eslovenia \| \| 2 – 0 \| \| Kazajistán \| \| 2 de septiembre de 2022 \| Volos \| Grecia \| \| 0 – 1 \| \| Gales \| \| 6 de septiembre de 2022 \| Karagandá \| Kazajistán \| \| 0 – 2 \| \| Estonia \| \| 6 de septiembre de 2022 \| Cardiff \| Gales \| \| 0 – 0 \| \| Eslovenia \| \| 6 de septiembre de 2022 \| Sedán \| Francia \| \| 5 – 1 \| \| Grecia \| |               |            |                       |           |                       |            |
| Fecha | Lugar         | Local      |                       | Resultado |                       | Visitante  |
| 17 de septiembre de 2021 | Patras        | Grecia     | Bandera de Grecia     | 0 – 10    | Bandera de Francia    | Francia    |
| 17 de septiembre de 2021 | Pärnu         | Estonia    | Bandera de Estonia    | 0 – 4     | Bandera de Eslovenia  | Eslovenia  |
| 17 de septiembre de 2021 | Llanelli      | Gales      | Bandera de Gales      | 6 – 0     | Bandera de Kazajistán | Kazajistán |
| 21 de septiembre de 2021 | Patras        | Grecia     | Bandera de Grecia     | 3 – 2     | Bandera de Kazajistán | Kazajistán |
| 21 de septiembre de 2021 | Pärnu         | Estonia    | Bandera de Estonia    | 0 – 1     | Bandera de Gales      | Gales      |
| 21 de septiembre de 2021 | Murska Sobota | Eslovenia  | Bandera de Eslovenia  | 2 – 3     | Bandera de Francia    | Francia    |
| 22 de octubre de 2021 | Lendava       | Eslovenia  | Bandera de Eslovenia  | 1 – 1     | Bandera de Gales      | Gales      |
| 22 de octubre de 2021 | Créteil       | Francia    | Bandera de Francia    | 11 – 0    | Bandera de Estonia    | Estonia    |
| 22 de octubre de 2021 | Astaná        | Kazajistán | Bandera de Kazajistán | 0 – 1     | Bandera de Grecia     | Grecia     |
| 26 de octubre de 2021 | Astaná        | Kazajistán | Bandera de Kazajistán | 0 – 5     | Bandera de Francia    | Francia    |
| 26 de octubre de 2021 | Larisa        | Grecia     | Bandera de Grecia     | 1 – 4     | Bandera de Eslovenia  | Eslovenia  |
| 26 de octubre de 2021 | Cardiff       | Gales      | Bandera de Gales      | 4 – 0     | Bandera de Estonia    | Estonia    |
| 26 de noviembre de 2021 | Nova Gorica   | Eslovenia  | Bandera de Eslovenia  | 6 – 0     | Bandera de Estonia    | Estonia    |
| 26 de noviembre de 2021 | Llanelli      | Gales      | Bandera de Gales      | 5 – 0     | Bandera de Grecia     | Grecia     |
| 26 de noviembre de 2021 | Vannes        | Francia    | Bandera de Francia    | 6 – 0     | Bandera de Kazajistán | Kazajistán |
| 30 de noviembre de 2021 | Nova Gorica   | Eslovenia  | Bandera de Eslovenia  | 0 – 0     | Bandera de Grecia     | Grecia     |
| 30 de noviembre de 2021 | Guingamp      | Francia    | Bandera de Francia    | 2 – 0     | Bandera de Gales      | Gales      |
| 8 de abril de 2022 | Astaná        | Kazajistán | Bandera de Kazajistán | 0 – 2     | Bandera de Eslovenia  | Eslovenia  |
| 8 de abril de 2022 | Tallín        | Estonia    | Bandera de Estonia    | 1 – 3     | Bandera de Grecia     | Grecia     |
| 8 de abril de 2022 | Llanelli      | Gales      | Bandera de Gales      | 1 – 2     | Bandera de Francia    | Francia    |
| 12 de abril de 2022 | Astaná        | Kazajistán | Bandera de Kazajistán | 0 – 3     | Bandera de Gales      | Gales      |
| 12 de abril de 2022 | Patras        | Grecia     | Bandera de Grecia     | 3 – 0     | Bandera de Estonia    | Estonia    |
| 12 de abril de 2022 | Le Mans       | Francia    | Bandera de Francia    | 1 – 0     | Bandera de Eslovenia  | Eslovenia  |
| 28 de junio de 2022 | Pärnu         | Estonia    | Bandera de Estonia    | 4 – 2     | Bandera de Kazajistán | Kazajistán |
| 2 de septiembre de 2022 | Tallín        | Estonia    | Bandera de Estonia    | 0 – 9     | Bandera de Francia    | Francia    |
| 2 de septiembre de 2022 | Kranj         | Eslovenia  | Bandera de Eslovenia  | 2 – 0     | Bandera de Kazajistán | Kazajistán |
| 2 de septiembre de 2022 | Volos         | Grecia     | Bandera de Grecia     | 0 – 1     | Bandera de Gales      | Gales      |
| 6 de septiembre de 2022 | Karagandá     | Kazajistán | Bandera de Kazajistán | 0 – 2     | Bandera de Estonia    | Estonia    |
| 6 de septiembre de 2022 | Cardiff       | Gales      | Bandera de Gales      | 0 – 0     | Bandera de Eslovenia  | Eslovenia  |
| 6 de septiembre de 2022 | Sedán         | Francia    | Bandera de Francia    | 5 – 1     | Bandera de Grecia     | Grecia     |

### Clasificación de segundos lugares
Para la clasificación de segundos lugares, se usarán los resultados de estos equipos con el primero, tercero, cuarto y quinto clasificado de su grupo, mientras que los resultados frente al sexto clasificado (para aquellos grupos de seis equipos) se descartan. Como resultado, se cuentan ocho partidos jugados por cada equipo para determinar la clasificación.
| Equipos              | Grp. | Pts. | PJ | PG | PE | PP | GF | GC | Dif. | Clasificación     |
| -------------------- | ---- | ---- | -- | -- | -- | -- | -- | -- | ---- | ----------------- |
| Suiza                | G    | 19   | 8  | 6  | 1  | 1  | 23 | 4  | +19  | Play-offs Ronda 2 |
| Islandia             | C    | 18   | 8  | 6  | 0  | 2  | 25 | 3  | +22  | Play-offs Ronda 2 |
| Irlanda              | A    | 17   | 8  | 5  | 2  | 1  | 26 | 4  | +22  | Play-offs Ronda 2 |
| Austria              | D    | 16   | 8  | 5  | 1  | 2  | 34 | 6  | +28  | Play-offs Ronda 1 |
| Bélgica              | F    | 16   | 8  | 5  | 1  | 2  | 30 | 7  | +23  | Play-offs Ronda 1 |
| Escocia              | B    | 16   | 8  | 5  | 1  | 2  | 22 | 13 | +9   | Play-offs Ronda 1 |
| Portugal             | H    | 16   | 8  | 5  | 1  | 2  | 18 | 9  | +9   | Play-offs Ronda 1 |
| Gales                | I    | 14   | 8  | 4  | 2  | 2  | 13 | 5  | +8   | Play-offs Ronda 1 |
| Bosnia y Herzegovina | E    | 11   | 8  | 3  | 2  | 3  | 9  | 17 | −8   | Play-offs Ronda 1 |

## Play-offs
Los Play-offs se dividen en 2 rondas de clasificación (ambas a partido único). Los dos mejores de la Ronda 2 de clasificación ganarán un boleto directo a la Copa Mundial de 2023, el 3er lugar de la clasificación disputará la Repesca Intercontinental.

### Sorteo de Play-offs
El sorteo se realizó el 9 de septiembre de 2022.

### Cuadro de clasificación
|  | Ronda 1                        | Ronda 1 |                                           |   | Ronda 2 | Ronda 2 |  |  |  |  |  |  |  |  |
|  |                                |         |                                           |   |         |         |  |  |  |  |  |  |  |  |
|  | 6 de octubre de 2022 – Vizela  |         |                                           |   |         |         |  |  |  |  |  |  |  |  |
|  |                                |         |                                           |   |         |         |  |  |  |  |  |  |  |  |
|  | Portugal                       | 2       |                                           |   |         |         |  |  |  |  |  |  |  |  |
|  | Portugal                       | 2       | 11 de octubre de 2022 – Paços de Ferreira |   |         |         |  |  |  |  |  |  |  |  |
|  | Bélgica                        | 1       |                                           |   |         |         |  |  |  |  |  |  |  |  |
|  | Bélgica                        | 1       | Portugal (t. s.)                          | 4 |         |         |  |  |  |  |  |  |  |  |
|  |                                |         | Portugal (t. s.)                          | 4 |         |         |  |  |  |  |  |  |  |  |
|  |                                |         | Islandia                                  | 1 |         |         |  |  |  |  |  |  |  |  |
|  |                                |         | Islandia                                  | 1 |         |         |  |  |  |  |  |  |  |  |
|  |                                |         |                                           |   |         |         |  |  |  |  |  |  |  |  |
|  |                                |         |                                           |   |         |         |  |  |  |  |  |  |  |  |
|  |                                |         |                                           |   |         |         |  |  |  |  |  |  |  |  |
|  | 6 de octubre de 2022 – Glasgow |         |                                           |   |         |         |  |  |  |  |  |  |  |  |
|  |                                |         |                                           |   |         |         |  |  |  |  |  |  |  |  |
|  | Escocia (t. s.)                | 1       |                                           |   |         |         |  |  |  |  |  |  |  |  |
|  | Escocia (t. s.)                | 1       | 11 de octubre de 2022 – Glasgow           |   |         |         |  |  |  |  |  |  |  |  |
|  | Austria                        | 0       |                                           |   |         |         |  |  |  |  |  |  |  |  |
|  | Austria                        | 0       | Escocia                                   | 0 |         |         |  |  |  |  |  |  |  |  |
|  |                                |         | Escocia                                   | 0 |         |         |  |  |  |  |  |  |  |  |
|  |                                |         | Irlanda                                   | 1 |         |         |  |  |  |  |  |  |  |  |
|  |                                |         | Irlanda                                   | 1 |         |         |  |  |  |  |  |  |  |  |
|  |                                |         |                                           |   |         |         |  |  |  |  |  |  |  |  |
|  |                                |         |                                           |   |         |         |  |  |  |  |  |  |  |  |
|  |                                |         |                                           |   |         |         |  |  |  |  |  |  |  |  |
|  |                                |         |                                           |   |         |         |  |  |  |  |  |  |  |  |
|  |                                |         |                                           |   |         |         |  |  |  |  |  |  |  |  |
|  |                                |         |                                           |   |         |         |  |  |  |  |  |  |  |  |
|  | 11 de octubre de 2022 – Zúrich |         |                                           |   |         |         |  |  |  |  |  |  |  |  |
|  |                                |         |                                           |   |         |         |  |  |  |  |  |  |  |  |
|  | Suiza (t. s.)                  | 2       |                                           |   |         |         |  |  |  |  |  |  |  |  |
|  | Suiza (t. s.)                  | 2       | 6 de octubre de 2022 – Cardiff            |   |         |         |  |  |  |  |  |  |  |  |
|  |                                |         | Gales                                     | 1 |         |         |  |  |  |  |  |  |  |  |
|  | Gales (t. s.)                  | 1       | Gales                                     | 1 |         |         |  |  |  |  |  |  |  |  |
|  | Gales (t. s.)                  | 1       |                                           |   |         |         |  |  |  |  |  |  |  |  |
|  | Bosnia y Herzegovina           | 0       |                                           |   |         |         |  |  |  |  |  |  |  |  |
|  | Bosnia y Herzegovina           | 0       |                                           |   |         |         |  |  |  |  |  |  |  |  |
|  |                                |         |                                           |   |         |         |  |  |  |  |  |  |  |  |
|  |                                |         |                                           |   |         |         |  |  |  |  |  |  |  |  |
|  |                                |         |                                           |   |         |         |  |  |  |  |  |  |  |  |
|  |                                |         |                                           |   |         |         |  |  |  |  |  |  |  |  |
|  |                                |         |                                           |   |         |         |  |  |  |  |  |  |  |  |
|  |                                |         |                                           |   |         |         |  |  |  |  |  |  |  |  |
|  |                                |         |                                           |   |         |         |  |  |  |  |  |  |  |  |
|  |                                |         |                                           |   |         |         |  |  |  |  |  |  |  |  |
|  |                                |         |                                           |   |         |         |  |  |  |  |  |  |  |  |
|  |                                |         |                                           |   |         |         |  |  |  |  |  |  |  |  |
|  |                                |         |                                           |   |         |         |  |  |  |  |  |  |  |  |
|  |                                |         |                                           |   |         |         |  |  |  |  |  |  |  |  |

### Ronda 1
Los ganadores clasificarán a la Ronda 2.
| Equipo 1 | Resultado  | Equipo 2             |
| -------- | ---------- | -------------------- |
| Escocia  | 1–0 (t.s.) | Austria              |
| Gales    | 1–0 (t.s.) | Bosnia y Herzegovina |
| Portugal | 2–1        | Bélgica              |

| 6 de octubre de 2022 | Portugal                       | 2:1 (1:1)                 | Bélgica               | Estádio do FC Vizela, Vizela                           |                                                        |
| 19:00                | - Di. Silva 29' - C. Costa 89' | FIFA Reporte UEFA Reporte | - Wullaert 40' (pen.) | Asistencia: 2645 espectadores Árbitra: Kateryna Monzul | Asistencia: 2645 espectadores Árbitra: Kateryna Monzul |

| 6 de octubre de 2022 | Gales             | 1:0 (0:0, 0:0) (t. s.)    | Bosnia y Herzegovina | Cardiff City Stadium, Cardiff                                |                                                              |
| 19:15                | - Fishlock 105+2' | FIFA Reporte UEFA Reporte |                      | Asistencia: 15 200 espectadores Árbitra: Marta Huerta de Aza | Asistencia: 15 200 espectadores Árbitra: Marta Huerta de Aza |

| 6 de octubre de 2022 | Escocia        | 1:0 (0:0, 0:0) (t. s.)    | Austria | Hampden Park, Glasgow                                  |                                                        |
| 19:35                | - Harrison 92' | FIFA Reporte UEFA Reporte |         | Asistencia: 10 182 espectadores Árbitra: Jana Adámková | Asistencia: 10 182 espectadores Árbitra: Jana Adámková |

### Ronda 2
Para determinar la tabla de posiciones de la Ronda 2 se combinarán los resultados de los equipos en la fase de grupos y los partidos de la Ronda 2. Se descuentan los resultados obtenidos contra el sexto lugar de grupo (para aquellos grupos de seis equipos). Como resultado, se contabilizan 9 partidos jugados por cada equipo (8 en la fase de grupos y 1 partido de la Ronda 2.

| Equipo 1 | Resultado  | Equipo 2 |
| -------- | ---------- | -------- |
| Portugal | 4–1 (t.s.) | Islandia |
| Escocia  | 0–1        | Irlanda  |
| Suiza    | 2–1 (t.s.) | Gales    |

| 11 de octubre de 2022 | Portugal                                                                | 4:1 (1:1, 0:0) (t. s.) | Islandia         | Estadio Capital do Móvel, Paços de Ferreira               |                                                           |
| 19:00                 | - C. Costa 55' (pen.) - Di. Silva 92' - T. Pinto 108' - Nazareth 120+1' | UEFA Reporte           | Viggósdóttir 59' | Asistencia: 5595 espectadores Árbitra: Stéphanie Frappart | Asistencia: 5595 espectadores Árbitra: Stéphanie Frappart |

| 11 de octubre de 2022 | Suiza                        | 2:1 (1:1, 1:1) (t. s.) | Gales       | Letzigrund, Zúrich                                   |                                                      |
| 19:00                 | - Bachmann 45' - Humm 120+1' | UEFA Reporte           | Roberts 19' | Asistencia: 7803 espectadores Árbitra: Tess Olofsson | Asistencia: 7803 espectadores Árbitra: Tess Olofsson |

| 11 de octubre de 2022 | Escocia | 0:1 (0:0)    | Irlanda     | Hampden Park, Glasgow                                   |                                                         |
| 21:00                 |         | UEFA Reporte | Barrett 72' | Asistencia: 10 708 espectadores Árbitra: Esther Staubli | Asistencia: 10 708 espectadores Árbitra: Esther Staubli |

| Equipo   | Pts. | PJ | PG | PE | PP | GF | GC | Dif. | Clasificación            |
| -------- | ---- | -- | -- | -- | -- | -- | -- | ---- | ------------------------ |
| Suiza    | 22   | 9  | 7  | 1  | 1  | 25 | 5  | +20  | Copa Mundial de 2023     |
| Irlanda  | 20   | 9  | 6  | 2  | 1  | 27 | 4  | +23  | Copa Mundial de 2023     |
| Portugal | 19   | 9  | 6  | 1  | 2  | 22 | 10 | +12  | Repesca Intercontinental |

## Clasificadas
Once equipos clasificaron a la Copa Mundial Femenina de 2023 través del proceso clasificatorio de la UEFA.
Portugal clasificó a la Copa Mundial Femenina de 2023 a través del Torneo de Repesca Intercontinental.
| Bandera de Suecia    | Bandera de España    | Bandera de Francia   | Bandera de Dinamarca | Bandera de Noruega  | Bandera de Alemania |
| Suecia               | España               | Francia              | Dinamarca            | Noruega             | Alemania            |
| 1.º Grupo A.         | 1.º Grupo B.         | 1.° Grupo I.         | 1.º Grupo E.         | 1.º Grupo F.        | 1.º Grupo H.        |
| Clasificado: 12/4/22 | Clasificado: 12/4/22 | Clasificado: 12/4/22 | Clasificado: 2/5/22  | Clasificado: 2/9/22 | Clasificado: 3/9/22 |

| Bandera de Inglaterra | Bandera de Italia   | Bandera de los Países Bajos | Bandera de Suiza      | Bandera de Irlanda    |
| Inglaterra            | Italia              | Países Bajos                | Suiza                 | Irlanda               |
| 1.º Grupo D.          | 1.º Grupo G.        | 1.º Grupo C.                | Play-offs             | Play-offs             |
| Clasificado: 3/9/22   | Clasificado: 6/9/22 | Clasificado: 6/9/22         | Clasificado: 11/10/22 | Clasificado: 11/10/22 |

## Goleadoras
| Selección  | Jugadora                | Goles |
| ---------- | ----------------------- | ----- |
| Bélgica    | Tessa Wullaert          | 17    |
| Alemania   | Lea Schüller            | 15    |
| Austria    | Nicole Billa            | 13    |
| Dinamarca  | Signe Bruun             | 13    |
| Inglaterra | Beth Mead               | 13    |
| España     | Amaiur Sarriegi         | 11    |
| Bélgica    | Tine De Caigny          | 10    |
| Inglaterra | Ellen White             | 10    |
| Francia    | Marie-Antoinette Katoto | 10    |
| Inglaterra | Ella Toone              | 10    |
| Hungría    | Fanni Vágó              | 9     |
| España     | Esther González         | 9     |
| Suiza      | Coumba Sow              | 9     |

### Jugadores con tres goles o más en un partido
| Pos. | Jugadora                   | Goles | Fecha                    | Local               |                                | Resultado |                                 | Visitante            | Reporte    |
| ---- | -------------------------- | ----- | ------------------------ | ------------------- | ------------------------------ | --------- | ------------------------------- | -------------------- | ---------- |
| 1    | Amaiur Sarriegi            | 4     | 16 de septiembre de 2021 | Islas Feroe         | Bandera de Islas Feroe         | 0 - 10    | Bandera de España               | España               | Jornada 1  |
| 2    | Caroline Graham Hansen     | 3     | 16 de septiembre de 2021 | Noruega             | Bandera de Noruega             | 10 - 0    | Bandera de Armenia              | Armenia              | Jornada 1  |
| 3    | Lisa-Marie Karlseng Utland | 3     | 16 de septiembre de 2021 | Noruega             | Bandera de Noruega             | 10 - 0    | Bandera de Armenia              | Armenia              | Jornada 1  |
| 4    | Marie-Antoinette Katoto    | 3     | 17 de septiembre de 2021 | Grecia              | Bandera de Grecia              | 0 - 10    | Bandera de Francia              | Francia              | Jornada 1  |
| 5    | Nadezhda Smírnova          | 3     | 21 de septiembre de 2021 | Rusia               | Bandera de Rusia               | 5 - 0     | Bandera de Montenegro           | Montenegro           | Jornada 2  |
| 6    | Stine Larsen               | 3     | 21 de septiembre de 2021 | Azerbaiyán          | Bandera de Azerbaiyán          | 0 - 8     | Bandera de Dinamarca            | Dinamarca            | Jornada 2  |
| 7    | Jassina Blom               | 3     | 21 de septiembre de 2021 | Bélgica             | Bandera de Bélgica             | 7 - 0     | Bandera de Albania              | Albania              | Jornada 2  |
| 8    | Lea Schüller               | 4     | 21 de septiembre de 2021 | Alemania            | Bandera de Alemania            | 5 - 1     | Bandera de Serbia               | Serbia               | Jornada 2  |
| 9    | Signe Bruun                | 5     | 21 de septiembre de 2021 | Dinamarca           | Bandera de Dinamarca           | 8 - 0     | Bandera de Bosnia y Herzegovina | Bosnia y Herzegovina | Jornada 3  |
| 10   | Tessa Wullaert             | 3     | 21 de octubre de 2021    | Bélgica             | Bandera de Bélgica             | 7 - 0     | Bandera de Kosovo               | Kosovo               | Jornada 3  |
| 11   | Jill Roord                 | 3     | 22 de octubre de 2021    | Chipre              | Bandera de Chipre              | 0 - 8     | Bandera de los Países Bajos     | Países Bajos         | Jornada 3  |
| 12   | Beth Mead                  | 3     | 23 de octubre de 2021    | Inglaterra          | Bandera de Inglaterra          | 4 - 0     | Bandera de Irlanda del Norte    | Irlanda del Norte    | Jornada 3  |
| 13   | Fanni Vágó                 | 3     | 26 de octubre de 2021    | Islas Feroe         | Bandera de Islas Feroe         | 1 - 7     | Bandera de Hungría              | Hungría              | Jornada 4  |
| 14   | Ella Toone                 | 3     | 26 de octubre de 2021    | Letonia             | Bandera de Letonia             | 0 - 10    | Bandera de Inglaterra           | Inglaterra           | Jornada 4  |
| 15   | Esther González            | 4     | 25 de noviembre de 2021  | España              | Bandera de España              | 12 - 0    | Bandera de Islas Feroe          | Islas Feroe          | Jornada 5  |
| 16   | Mariona Caldentey          | 3     | 25 de noviembre de 2021  | España              | Bandera de España              | 12 - 0    | Bandera de Islas Feroe          | Islas Feroe          | Jornada 5  |
| 17   | Rachel Furness             | 3     | 25 de noviembre de 2021  | Macedonia del Norte | Bandera de Macedonia del Norte | 0 - 11    | Bandera de Irlanda del Norte    | Irlanda del Norte    | Jornada 5  |
| 18   | Simone Magill              | 4     | 25 de noviembre de 2021  | Macedonia del Norte | Bandera de Macedonia del Norte | 0 - 11    | Bandera de Irlanda del Norte    | Irlanda del Norte    | Jornada 5  |
| 19   | Tessa Wullaert             | 5     | 25 de noviembre de 2021  | Bélgica             | Bandera de Bélgica             | 19 - 0    | Bandera de Armenia              | Armenia              | Jornada 5  |
| 20   | Amber Tysiak               | 3     | 25 de noviembre de 2021  | Bélgica             | Bandera de Bélgica             | 19 - 0    | Bandera de Armenia              | Armenia              | Jornada 5  |
| 21   | Tine De Caigny             | 3     | 25 de noviembre de 2021  | Bélgica             | Bandera de Bélgica             | 19 - 0    | Bandera de Armenia              | Armenia              | Jornada 5  |
| 22   | Lea Schüller               | 3     | 26 de noviembre de 2021  | Alemania            | Bandera de Alemania            | 8 - 0     | Bandera de Turquía              | Turquía              | Jornada 5  |
| 23   | Kirsty McGuinness          | 3     | 29 de noviembre de 2021  | Irlanda del Norte   | Bandera de Irlanda del Norte   | 9 - 0     | Bandera de Macedonia del Norte  | Macedonia del Norte  | Jornada 6  |
| 24   | Beth Mead                  | 3     | 30 de noviembre de 2021  | Inglaterra          | Bandera de Inglaterra          | 20 - 0    | Bandera de Letonia              | Letonia              | Jornada 6  |
| 25   | Ellen White                | 3     | 30 de noviembre de 2021  | Inglaterra          | Bandera de Inglaterra          | 20 - 0    | Bandera de Letonia              | Letonia              | Jornada 6  |
| 26   | Lauren Hemp                | 4     | 30 de noviembre de 2021  | Inglaterra          | Bandera de Inglaterra          | 20 - 0    | Bandera de Letonia              | Letonia              | Jornada 6  |
| 27   | Alessia Russo              | 3     | 30 de noviembre de 2021  | Inglaterra          | Bandera de Inglaterra          | 20 - 0    | Bandera de Letonia              | Letonia              | Jornada 6  |
| 28   | Stefanie Enzinger          | 3     | 30 de noviembre de 2021  | Luxemburgo          | Bandera de Luxemburgo          | 0 - 8     | Bandera de Austria              | Austria              | Jornada 6  |
| 29   | Coumba Sow                 | 3     | 30 de noviembre de 2021  | Lituania            | Bandera de Lituania            | 0 - 7     | Bandera de Suiza                | Suiza                | Jornada 6  |
| 30   | Cristiana Girelli          | 3     | 30 de noviembre de 2021  | Rumania             | Bandera de Rumania             | 0 - 5     | Bandera de Italia               | Italia               | Jornada 6  |
| 31   | Filippa Angeldal           | 3     | 7 de abril de 2022       | Georgia             | Bandera de Georgia             | 0 - 15    | Bandera de Suecia               | Suecia               | Jornada 7  |
| 32   | Ada Hegerberg              | 3     | 7 de abril de 2022       | Noruega             | Bandera de Noruega             | 5 - 1     | Bandera de Kosovo               | Kosovo               | Jornada 7  |
| 33   | Nikola Karczewska          | 6     | 7 de abril de 2022       | Polonia             | Bandera de Polonia             | 12 - 0    | Bandera de Armenia              | Armenia              | Jornada 7  |
| 34   | Fanni Vágó                 | 3     | 8 de abril de 2022       | Hungría             | Bandera de Hungría             | 7 - 0     | Bandera de Islas Feroe          | Islas Feroe          | Jornada 7  |
| 35   | Beth Mead                  | 4     | 8 de abril de 2022       | Macedonia del Norte | Bandera de Macedonia del Norte | 0 - 10    | Bandera de Inglaterra           | Inglaterra           | Jornada 7  |
| 36   | Ella Toone                 | 3     | 8 de abril de 2022       | Macedonia del Norte | Bandera de Macedonia del Norte | 0 - 10    | Bandera de Inglaterra           | Inglaterra           | Jornada 7  |
| 37   | Vivianne Miedema           | 6     | 8 de abril de 2022       | Países Bajos        | Bandera de los Países Bajos    | 12 - 0    | Bandera de Chipre               | Chipre               | Jornada 7  |
| 38   | Jill Roord                 | 3     | 8 de abril de 2022       | Países Bajos        | Bandera de los Países Bajos    | 12 - 0    | Bandera de Chipre               | Chipre               | Jornada 7  |
| 39   | Tessa Wullaert             | 4     | 12 de abril de 2022      | Kosovo              | Bandera de Kosovo              | 1 - 6     | Bandera de Bélgica              | Bélgica              | Jornada 8  |
| 40   | Katie McCabe               | 3     | 27 de junio de 2022      | Georgia             | Bandera de Georgia             | 0 - 9     | Bandera de Irlanda              | Irlanda              | Jornada 1  |
| 41   | Ouleymata Sarr             | 4     | 2 de septiembre de 2022  | Estonia             | Bandera de Estonia             | 0 - 9     | Bandera de Francia              | Francia              | Jornada 9  |
| 42   | Arianna Caruso             | 4     | 2 de septiembre de 2022  | Moldavia            | Bandera de Moldavia            | 0 - 8     | Bandera de Italia               | Italia               | Jornada 9  |
| 43   | Ella van Kerkhoven         | 3     | 6 de septiembre de 2022  | Armenia             | Bandera de Armenia             | 0 - 7     | Bandera de Bélgica              | Bélgica              | Jornada 10 |
| 43   | Sophie Haug                | 3     | 6 de septiembre de 2022  | Noruega             | Bandera de Noruega             | 5 - 0     | Bandera de Albania              | Albania              | Jornada 10 |
| 44   | Ewa Pajor                  | 3     | 6 de septiembre de 2022  | Polonia             | Bandera de Polonia             | 7 - 0     | Bandera de Kosovo               | Kosovo               | Jornada 10 |
| 45   | Coumba Sow                 | 3     | 6 de septiembre de 2022  | Suiza               | Bandera de Suiza               | 15 - 0    | Bandera de Moldavia             | Moldavia             | Jornada 10 |
| 46   | Géraldine Reuteler         | 3     | 6 de septiembre de 2022  | Suiza               | Bandera de Suiza               | 15 - 0    | Bandera de Moldavia             | Moldavia             | Jornada 10 |
| 47   | Riola Xhemaili             | 3     | 6 de septiembre de 2022  | Suiza               | Bandera de Suiza               | 15 - 0    | Bandera de Moldavia             | Moldavia             | Jornada 10 |
| 48   | Lea Schüller               | 3     | 6 de septiembre de 2022  | Bulgaria            | Bandera de Bulgaria            | 0 - 8     | Bandera de Alemania             | Alemania             | Jornada 10 |
| 49   | Laura Freigang             | 3     | 6 de septiembre de 2022  | Bulgaria            | Bandera de Bulgaria            | 0 - 8     | Bandera de Alemania             | Alemania             | Jornada 10 |
| 50   | Nicole Billa               | 3     | 6 de septiembre de 2022  | Austria             | Bandera de Austria             | 10 - 0    | Bandera de Macedonia del Norte  | Macedonia del Norte  | Jornada 10 |